# Conquista del Desierto
La Conquista del Desierto  o Campaña del Desierto fue la campaña militar realizada por la República Argentina entre 1878 y 1885, por la que conquistó grandes extensiones de territorio que se encontraban en poder de los pueblos originarios, pampa, ranquel, mapuche y tehuelche. Se incorporó al control efectivo de la República Argentina una amplia zona de la región pampeana y de la Patagonia (llamada Puelmapu por los mapuches) que hasta ese momento estaba dominada por los pueblos originarios. Estos, sometidos, sufrieron la aculturación, la pérdida de sus tierras y su identidad al ser deportados por la fuerza a reservas indias, museos o trasladados para servir como mano de obra forzada.
Los hechos son objeto de debate, tanto dentro como fuera del país. La tradicional posición oficial argentina sostuvo que se trató de una gesta militar legítima respecto de la efectiva soberanía de la República sobre territorios heredados del Imperio español que respondió a las matanzas y robos perpetuados por los malones indígenas sobre la frontera. Contra esa postura oficial, algunos políticos y periodistas de la época, denunciaron lo que consideraron un crimen de lesa humanidad cometido por el Ejército Argentino.
La posición de las comunidades mapuche, tehuelche y ranquel sostiene que se trató de una invasión ilegítima de los huincas argentinos sobre territorios ancestrales ocupados.
Desde hace décadas, una postura más actual basada en fuentes estatales cuestiona el accionar del Estado contra los indígenas, tanto por la violencia con que se desarrolló la conquista, como por la imposición unilateral, la insuficiencia de derechos y el objetivo de beneficiar a un grupo de terratenientes. Una opinión más reciente, compartida por las comunidades indígenas, un sector argentino y estudiosos de otras nacionalidades, llegan a sostener que se trató de un genocidio y un etnocidio institucional.
En un sentido muy estricto, la Conquista del Desierto se refiere solamente a la campaña del general Julio Argentino Roca del año 1879. Desde un punto de vista estratégico, se incluyen las campañas del año 1878, con las cuales se debilitó la resistencia indígena, y las posteriores hasta enero de 1885, que completaron la conquista del área cordillerana, desde Neuquén hasta Provincia del Chubut. En un sentido histórico mucho más amplio, el término incluye al conjunto de expediciones militares llevadas a cabo por los gobiernos nacionales y provinciales en contra de los indígenas, antes de las campañas de Roca, es decir a las campañas previas a la Conquista del Desierto. 

## Aclaraciones terminológicas
Por tratarse de culturas e idiomas muy diferentes, la terminología utilizada para identificar pueblos, naciones, lugares, etnias, cargos y personas varía según la fuente. Los alcances de los conceptos son muchas veces no unívocos. En algunos casos la terminología empleada u omitida puede ser analizada en forma peyorativa.

Pareja de indígenas a caballo, por Julio Daufresne y Alberico Isola, 1844

- Mapuche: es la palabra que se utiliza en lengua mapudungun para designar al paisano. Los llamados por los colonizadores españoles "araucanos", de la región central de Chile, los pehuenches de Neuquén y otros grupos utilizaron esta lengua desde antiguo, misma que se difundió en toda la pampa y Patagonia con la destrucción de otras comunidades desde la invasión europea. Lehmann Nitsche y otros traducen "mapuche" por "indio", tanto hablando de ranqueles como de tehuelches, ya hacia 1920, así como traduce "winka" por "europeo". Hacia fines del siglo XX las comunidades mapuches en Argentina determinaron utilizar preferentemente esa palabra como gentilicio. Deriva de las expresiones "mapu" (tierra) y "che" (persona o gente).[20] Los conquistadores españoles los llamaron «araucanos», término que aún utilizan algunos hispanohablantes. La República Argentina utiliza oficialmente la designación mapuche.[21]

- Tehuelche y Puelche: tehuelche es una palabra derivada del mapudungun (gente arisca) para denominar a un conjunto de pueblos que habitaban la Patagonia. Es la denominación genérica con que los españoles y argentinos llaman a diversos grupos nómadas de la Patagonia. Puelche (gente del este) es también una palabra mapuche para denominar a los pueblos del este de los Andes, que se ha utilizado para pueblos como los gününa küne, los aonikenk e incluso para mapuches o tehuelches mapuchizados. La agrupación de varios pueblos en una sola palabra, produjo históricamente confusión sobre la identidad de cada uno de ellos. En 1995 el antropólogo argentino Rodolfo Casamiquela identificó a los pueblos tehuelches del siguiente modo: tehuelches insulares (selknam y los manekenk o haush); tehuelches meridionales australes (aónik'enk, patagones o chewelches); tehuelches meridionales boreales (mech'arn); tehuelches septentrionales australes o gününa kena, williches, puelches —un subgrupo de ellos son los chüwach a künna—; y tehuelches septentrionales boreales (conocidos también como "pampas").[22] La República Argentina utiliza oficialmente la designación tehuelche.[21]

- Ranquel o rankulche: es la castellanización de la palabra mapuche rangkülche que proviene de "rangkül" (caña) y "che" (persona) y que era utilizada para denominarse a sí mismos. Para los mapuches era una de las cuatro identidades territoriales del Puelmapu. La República Argentina utiliza oficialmente la designación rankulche.[21]

- Porteño: fue una palabra utilizada para denominar a los habitantes de la provincia de Buenos Aires hasta 1880, año en que fue federalizada la Ciudad de Buenos Aires; luego de esa fecha, la palabra fue reservada exclusivamente para denominar a los habitantes de la ciudad, utilizándose el término "bonaerense" para referirse a los habitantes de la provincia. Fueron los porteños los que fueron ocupando progresivamente los territorios que fueron objeto de la guerra, instalando fortines en territorio indígena y corriendo progresivamente la frontera, lo que le permitió a la provincia de Buenos Aires multiplicar por diez la ocupación efectiva de su territorio original. En algunos casos, la palabra porteño, es mal utilizada como sinónimo de argentino o huinca.

- Indios: algunos argentinos suelen utilizar el término "indio" para referirse genérica e indiferenciadamente a los pueblos amerindios y a sus descendientes. El término tuvo un origen equívoco porque estuvo originado en la creencia europea de que el continente que luego denominaron América era en realidad la India aunque luego se difundió y es utilizado comúnmente. Diversos estudios e instituciones señalan como discriminatoria la tendencia a denominar a los pueblos originarios con el término "indio", o el genérico "indígena" cuando no se precisa a cual de los pueblos indígenas se está refiriendo el hablante, incluso conociéndolo,[23] relacionándola con una conducta de invisibilización de las culturas y etnias no europeas.[24][25][26][27] Para autoidentificarse las personas aludidas con la palabra "indios" suelen utilizar las expresiones pueblos originarios o indígenas. Empero esta posición es rebatida en los siguientes términos:

Por otra parte, mencionar al indio como tal es un insulto. ¿Por qué indio? El es, simplemente, un argentino entre treinta y siete millones de habitantes, con los mismos derechos y obligaciones que todos. No merece ningún tratamiento especial ni más derechos que otros, pero tampoco ninguna tacha que lo invalide, que lo relegue o que lo menoscabe, porque tiene también todas las prerrogativas constitucionales. Es nuestro conciudadano y, por lo tanto, nuestro hermano. Merece y tiene todo nuestro fraterno afecto. No más, no menos. Lo contrario es indigno y discriminatorio.

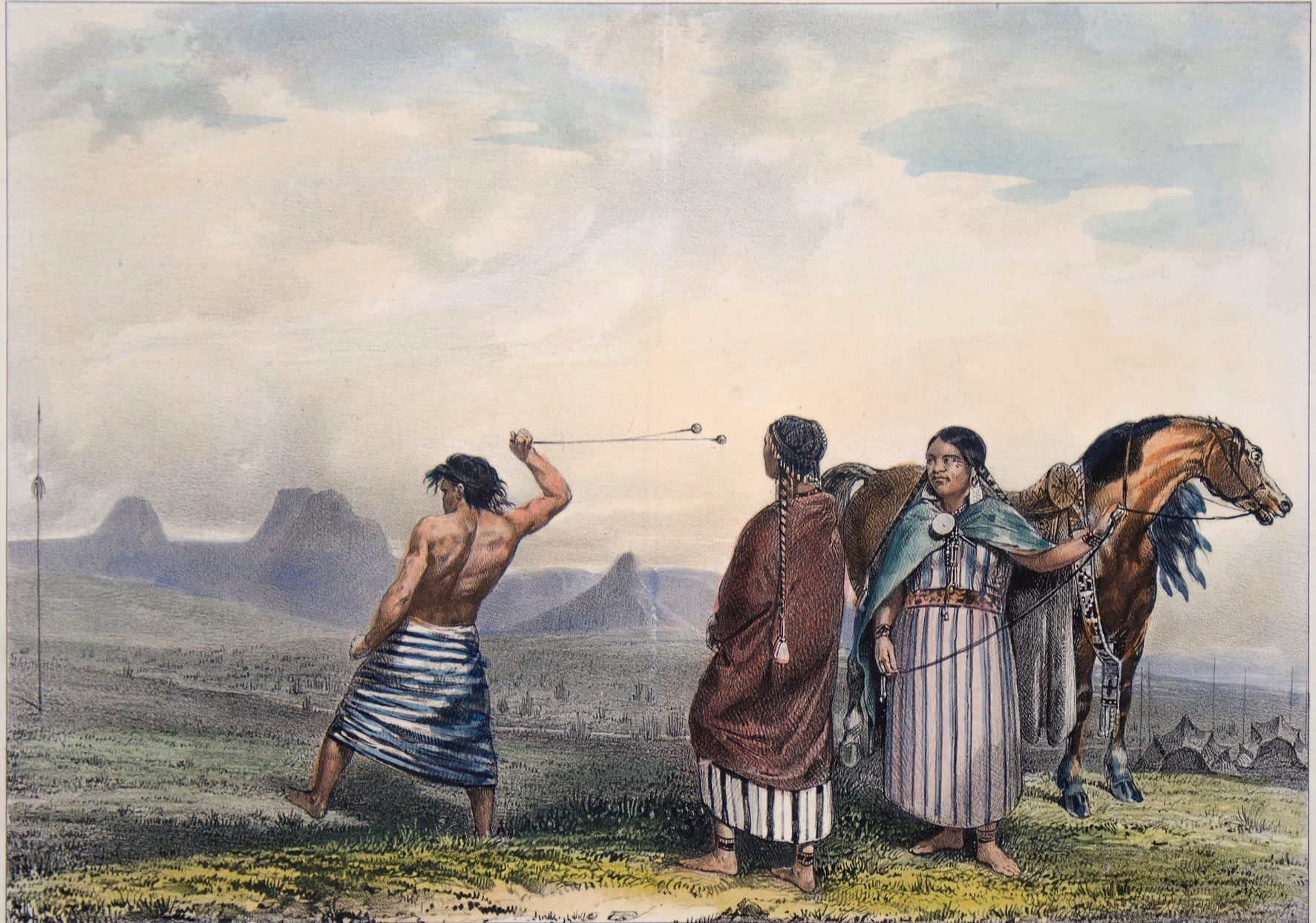
Araucanos en la Sierra de la Ventana, según Alcide d'Orbigny.

- Araucano: es un término que significa habitante de la Araucanía o Arauco, una región que actualmente se encuentra en el territorio chileno. Por extensión se ha utilizado la expresión para referirse a las personas o comunidades de lengua mapuche que habitaran fuera de Arauco.

- Huinca: procede de wingka, la palabra mapuche usada para nombrar a los colonizadores españoles que llegaron a su territorio en el siglo XVI. Por extensión se aplica a los chilenos y argentinos no indígenas y no negros, a veces con sentido despectivo. En un significado similar se han utilizado en castellano las palabras "cristianos" o "blancos". Para autoidentificarse las personas aludidas con la palabra huinca, utilizan la denominación de su nacionalidad u otra adscripción geográfica o étnica.

## Antecedentes

### Antecedentes diplomáticos y militares

#### Guerra por la tierra y por los vacunos
Desde la llegada a la región pampeana de los españoles en el siglo XVI, se sucedieron gran cantidad de invasiones de territorios en poder de diversos pueblos indígenas en las regiones pampeana y patagónica.

Gesto más espectacular de un despiadado conflicto armado que continuaría hasta 1885, la llamada “Conquista  del Desierto” fue la culminación de una prolongada historia de relaciones ambiguas entre la sociedad blanca y los  habitantes originarios de la Pampa y la Patagonia.
Desde el siglo XVI, ambas sociedades coexistieron separadas por una frontera o “zona de contacto” permeable, con períodos de paz negociada y con períodos de tremenda violencia mutua, plagados de grandes y pequeñas masacres.

Esas tierras no desiertas que comenzaron a ser ocupadas por las sucesivas expediciones pobladoras de la España colonizadora del siglo XVI introdujeron el caballo y la vaca en el momento en que los indígenas americanos precolombinos estaban radicados en pequeñas parcelas de territorio y aprovecharon los descubrimientos, invenciones, el ingreso de animales antes desconocidos por ellos y la tecnología del hombre blanco para su expansión territorial, que se inició 180 años después.
La disputa armada entre los colonizadores y los indígenas del sur comenzó en la segunda década del siglo XVIII. Una de las razones fue la adopción completa, por parte de los indígenas, del caballo como medio de movilidad y de combate; otra fue el avance de la araucanización, que ejerció presión militar y aumentó rápidamente la población de los pueblos pampeanos; pero la principal parece haber sido que, hasta entonces, indígenas y españoles explotaron las manadas de vacunos salvajes del interior de la provincia de Buenos Aires sin llegar a competir entre sí, pero el aumento de la población tanto de los indígenas como de los blancos terminó con la población vacuna. Los blancos reunieron a los vacunos mansos y los que pudieron amansar en sus estancias, y los indígenas que buscaban alimento se encontraron con que eran los únicos que existían. De modo que los arrearon hasta sus tolderías, lo que inició la lucha armada por la posesión de esos animales. Más tarde surgió para ellos el negocio de trasladarlos hasta el otro lado de la Cordillera, y la guerra empeoró.
Durante casi todo el siglo XVIII, la frontera fue una zona mucho más de guerra que de comercio, aunque éste también existía. En la última década del siglo se firmaron tratados de paz que duraron hasta entrado el siglo XIX.
Producida la Revolución de Mayo en el Virreinato del Río de la Plata, la Primera Junta ordenó la Expedición a las Salinas y a su regreso una delegación indígena firmó un tratado con las Provincias Unidas del Río de la Plata. En 1815 el general José de San Martín solicitó permiso a la nación pehuenche para atravesar su territorio con el Ejército de los Andes. En 1820 la recién creada Provincia de Buenos Aires y los pueblos indígenas pampeanos, firmaron el Pacto de Miraflores, estableciendo la frontera en la línea de las estancias al sur del río Salado.

#### La guerra en elsigloXIX

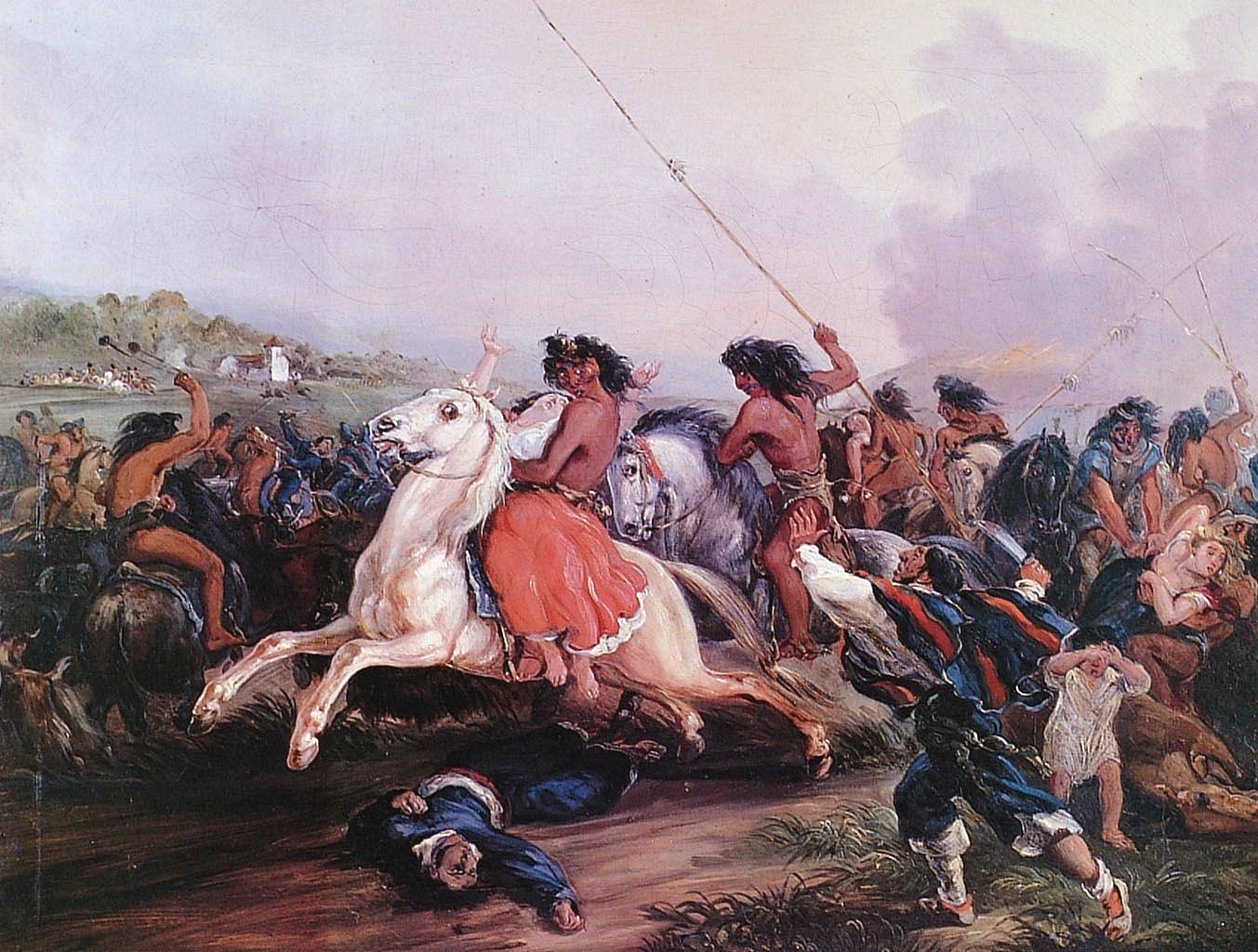
El malón, 1845, óleo de Mauricio Rugendas.

La paz se rompió con los primeros malones en el año 1819, por el ingreso masivo de indígenas del oeste de la Cordillera a raíz de las victorias patriotas que expulsaron a los españoles de Chile. A fines de 1820, varios malones organizados por blancos chilenos y la respuesta indiscriminada del gobierno de la provincia de Buenos Aires llevaron al desastre: a fines de 1821 los malones y las campañas contra los indígenas eran más violentos de lo que habían sido nunca. Y continuaron, casi sin interrupción, hasta la década de 1870.
En la primera mitad del siglo XIX el Estado argentino se fue organizando en un complejo proceso que incluyó la formación de una serie de entidades autogobernadas que tomaron el nombre de provincias que, luego de violentas guerras terminaron pactando entre ellas la constitución de una confederación en 1853-1860. Los territorios indígenas de la región pampeana y la Patagonia no se organizaron como provincia y no formaron parte del acuerdo constitucional.
La estrategia indígena fue siempre la misma: avanzar rápidamente, rehuir el combate franco excepto cuando estuvieran muy seguros de triunfar, arrear cuantas vacas pudieran y llevarlas hasta sus tolderías, ubicadas tan lejos de la frontera como pudiesen, donde hubiera aún agua y pasto para gran cantidad de ganado, pero donde a los blancos les costase gran esfuerzo encontrarlos.
Cuando se mencionan números de indígenas, suelen utilizarse algunas categorías:
- Toqui: era el jefe máximo de una alianza de parcialidades, generalmente mientras dure una guerra; en la Argentina, se lo ha utilizado casi únicamente para Sayhueque.
- Lonco o cacique: era el jefe máximo de una parcialidad con un cierto número de guerreros, sus familias y allegados; usualmente dirigían más de 50 o 100 guerreros.
- Capitanejo: era un jefe subalterno de un lonco o cacique, usualmente con menos de 50 o 100 guerreros, o un jefe independiente, con una cantidad pequeña de combatientes a sus órdenes. El término es de origen cristiano, y los mapuches lo pronunciaban capitanecu.
- Indio de lanza: cada uno de los guerreros, que portaba en sus expediciones una lanza y tenía sus propios caballos. Ocasionalmente eran llamados también mocetones, aunque ese término no tiene traducción en el idioma de los indígenas.
- Chusma: término que identifica el conjunto de miembros de la tribu que no combatía, entre mujeres, niños, muchachos jóvenes que aún no portaban lanza, ancianos, y hombres con defectos físicos, o que por alguna otra razón no se unían a las expediciones militares.

La estrategia de los blancos fue, casi siempre, esperar en fuertes y fortines el siguiente ataque, responder a cada malón con una campaña de recuperación de ganado y de represalia, y periódicamente avanzar algunas leguas, fundando nuevos fortines y más tarde pueblos con el fin de ir ocupando en forma progresiva el territorio en poder de los indígenas. Las únicas tres variantes fueron introducidas por el gobernador Juan Manuel de Rosas y el ministro de Guerra Adolfo Alsina. El primero lanzó en 1833 y 1834 una muy organizada campaña de represalia con la que sus tropas llegaron a recorrer la totalidad del río Negro, que sirvió principalmente para un nuevo avance de la frontera, mucho menos ambicioso que la campaña, y para conocer el territorio y sus habitantes. Según un informe que Rosas presentó al gobierno de Buenos Aires a poco de comenzar su conquista, el saldo fue de 3200 indígenas muertos, 1200 prisioneros y se rescataron 1000 cautivos. La situación en la frontera tuvo una precaria paz. Su segunda estrategia fue “racionar” a algunas tribus con vacas, harina, azúcar, yerba mate y otras mercaderías, con lo que se compraba su lealtad y obligaba a las tribus a enfrentarse entre ellas. La ofensiva de Alsina, muchos años más tarde, sería el último intento de continuar la política de avances graduales.
El enfrentamiento entre la Confederación Argentina y el Estado de Buenos Aires (1852-1860) permitió a los diversos pueblos indígenas aprovechar la guerra entre las provincias argentinas estableciendo alianzas, tanto a favor de la Confederación –por ejemplo ranqueles y Juan Calfucurá– como a favor de Buenos Aires –el caso de Cipriano Catriel.
En 1855 el ejército mapuche comandado por Juan Calfucurá, aliado de la Confederación Argentina infligió dos severas derrotas al ejército porteño, en la Batalla de Sierra Chica y luego en la Batalla de San Jacinto –desarrollada en las inmediaciones de la actual localidad de Loma Negra– venciendo al General Manuel Hornos, que comandaba una fuerza de 3000 soldados bien armados: 18 oficiales y 250 soldados resultaron muertos.
Para el presidente Bartolomé Mitre lo que llamaba "el problema del indio" fue una preocupación permanente durante todo su mandato. En 1863, en su discurso ante el Congreso de la Nación Argentina sostuvo que las invasiones indígenas eran

un mal que experimenta el país desde muchos años atrás, y a que fatalmente han dado pábulo nuestras continuas disensiones domésticas.

En paralelo, el diputado nacional Nicasio Oroño compartió la preocupación del Poder Ejecutivo Nacional diciendo que 

la tradición no nos recuerda que hayan tenido lugar invasiones tan repetidas, tan desastrosas.

El 21 de enero de 1864, ochocientos combatientes liderados por Juan Gregorio Puebla –entre montoneros federales e indígenas ranqueles– intentaron apoderarse de Villa Mercedes, San Luis defendido por el Regimiento 4.º de Caballería a órdenes del coronel José Iseas, pero se retiraron rápidamente luego de perder a Puebla, quien fue alcanzado por el fuego de un ranchero, Santiago Betbeder que había combatido en la Guerra de Crimea como Sargento Mayor del Ejército Francés. No obstante, mataron al ranchero Martiniano Juncos y secuestraron a su esposa Ventura Villegas y a tres de sus hijos: María, Policarpo y Zenona.

#### Aumento de la violencia

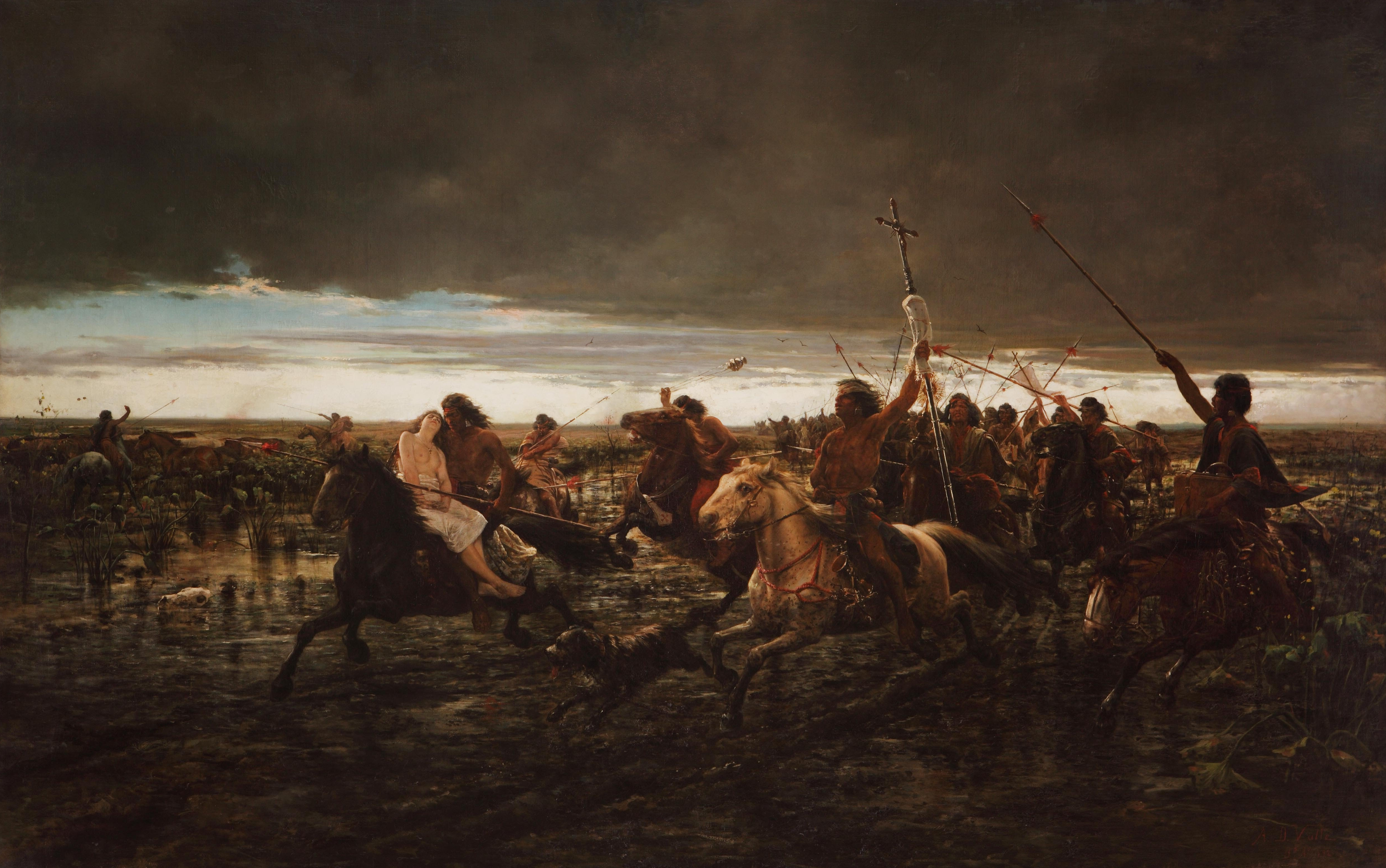
La vuelta del malón (1892), óleo de Ángel Della Valle.

En 1865, la Argentina,  Brasil y el Uruguay le declararon la guerra al Paraguay, que resultó mucho más larga que lo previsto por el gobierno argentino. Esto la llevó a desatender nuevamente la frontera sur, haciéndola vulnerable a nuevos ataques indígenas. Sin embargo, la guerra también llevó a la organización profesional del Ejército, la mejora de su armamento, formación y mandos, y –al finalizar– dejó en manos del Poder Ejecutivo los medios para enfrentar cada vez más exitosamente a los indígenas.
El 20 de noviembre de 1868 unos 3000 hombres dirigidos por el cacique Epumer, después de atacar a los rancheros de San Luis, sitiaron y asaltaron a la población de Villa La Paz (Mendoza), llevándose numerosos cautivos.
En la segunda mitad del siglo XIX, tanto la Argentina como Chile alcanzaron un nivel adecuado de organización interna para plantearse de nuevo el objetivo de establecer su soberanía sobre los territorios indígenas autónomos. Así mientras en Argentina se realizaría la Conquista del Desierto, en Chile se llevaría a cabo la Ocupación de la Araucanía.
Durante el transcurso del conflicto internacional, en 1867 el Congreso Nacional sancionó la Ley 215. A través de ella se estableció de modo unilateral llevar la frontera sur a la ribera de los ríos Negro y Neuquén, estableciendo la instrucción de otorgarles a las naciones indígenas todo lo necesario para su existencia fija y pacífica. para lo cual mandó darles territorios a convenir. Permitió una expedición general contra aquellos grupos que se opusieran al sometimiento de las autoridades argentinas, que serían expulsados más allá de la nueva línea de frontera. Autorizó la adquisición de vapores para la exploración de los ríos, la formación de establecimientos militares en sus márgenes y el establecimiento de líneas de telégrafo, y estableció gratificaciones para los expedicionarios a través de una ley especial.
Durante la presidencia de Domingo Faustino Sarmiento (1868-1874), se logró consolidar en el río Quinto la frontera por el sur del área controlada por las provincias de Córdoba y San Luis, levantándose los fortínes: Fraga, Romero, Toscas, Villa Mercedes, Retiro, Totoritas, Esquina, Pringles, Tres de Febrero, El Lechuzo, 1.º de Línea, Sarmiento y Necochea; al este del río Quinto; mientras que al oeste de ese curso fluvial se erigieron los fortines Achirero, Guerrero y Gainza. El área controlada por la Provincia de Buenos Aires por el sur se logró estabilizar en la línea que unía Lavalle Norte –Ancaló–, General Paz, Olavarría –cuyo nombre original era "Puntas del Arroyo Tapalquén"–, Tandil, Lavalle Sur –Sanquilcó– y San Martín.
El 5 de marzo de 1872, con unos 6000 combatientes, Calfucurá inició la llamada invasión grande a la provincia de Buenos Aires. Montó así una fuerza integrada por unas 1500 lanzas de escolta, sumando 1500 aportadas por Pincén, 1000 argentinos de Neuquén y 1000 chilenos traídos por Alvarito Reumay. Solo los ranqueles de Mariano Rosas no se sometieron al mando, aunque pelearon por su cuenta. De esta forma atacaron los pueblos de General Alvear, Veinticinco de Mayo y Nueve de Julio, resultando muertos alrededor de 300 criollos y tomado cautivos 500 blancos y robadas 200 000 cabezas de ganado. Los mapuches con frecuencia atacaban asentamientos de blancos instalados en territorio indígena, tomando sus caballos y ganados. Tanto blancos como indígenas, tomaban mujeres cautivas, quienes eran explotadas como criadas en el primer caso y en el segundo entregadas como esposas a los guerreros.
Sarmiento inició la modernización del equipamiento básico del ejército nacional, lo que resultó ser de fundamental importancia en la frontera sur, ya que reemplazó los antiguos fusiles y las carabinas de llave de chispa con la compra de los novedosos fusiles de retrocarga Remington y de revólveres, que comenzaron a ser utilizados por los militares, produciendo una mejora sustancial en su armamento.

#### La ofensiva de Alsina

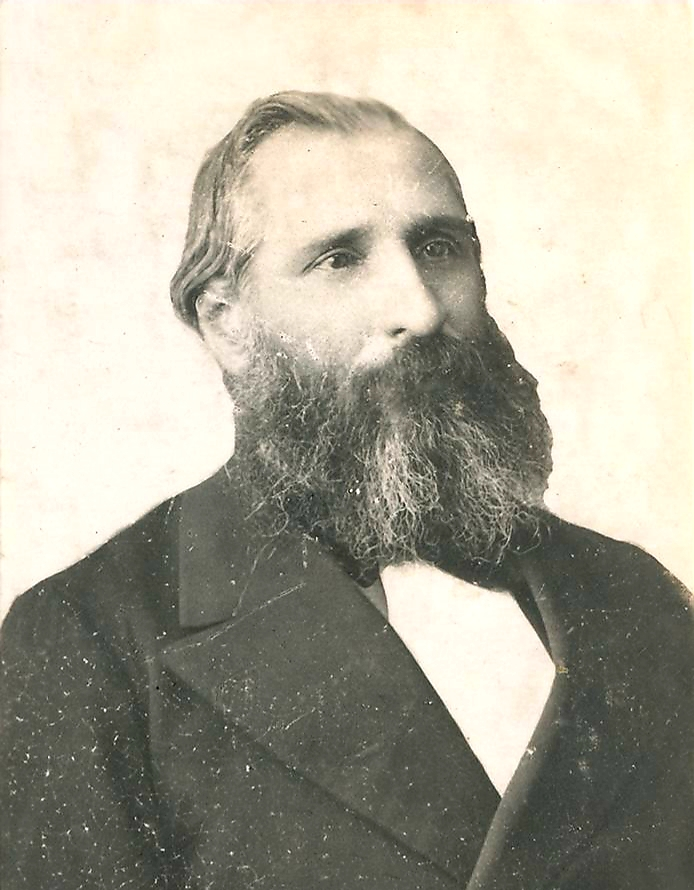
Adolfo Alsina, ministro de Guerra y Marina del presidente Nicolás Avellaneda.

Al asumir al cargo de presidente Nicolás Avellaneda, el cacique Manuel Namuncurá le ofreció la venta de cautivos a 40 pesos oro cada uno y, a cambio de no invadir y poder alimentar a su población y tribus amigas, pidió:

Cuarenta mil pesos oro, cuatro mil seiscientas vacas, seis mil yeguas, cien bueyes para trabajar, telas de seda, tabaco, vino, armas, cuatro uniformes de general, jabón, etc.

A finales de 1875, los indígenas se reorganizaron y reaccionaron contra el avance de la frontera sur de la Argentina.
Adolfo Alsina, ministro de Guerra bajo la presidencia de Avellaneda, presentó al gobierno un plan que más tarde describió como:

el plan del Poder Ejecutivo es contra el desierto para poblarlo y no contra los indios para destruirlos.

Para empezar, hizo profundas reformas para el ejército, particularmente las fuerzas de frontera: reorganizó los mandos militares, mejoró la provisión de armas de fuego automáticas, organizó el sistema de provisión y mantenimiento de las caballadas y ordenó que los soldados salieran a campaña cubiertos por una coraza de cuero, que impedía parcialmente el daño infligido por las lanzas indígenas.
Entonces se firmó un tratado de paz con el cacique Juan José Catriel, solo para ser roto por él corto tiempo después cuando atacó junto al cacique Manuel Namuncurá, las localidades bonaerenses de Tres Arroyos, Tandil, Azul y otros pueblos y granjas en un ataque incluso más sangriento que el de 1872. Las cifras hablan de 5000 combatientes indígenas que arrasaron Azul, Olavarría y otros lugares vecinos, de 300 000 cabezas de ganado, de 500 cautivos y de 200 colonos muertos. El diario Centinela, de Buenos Aires, reportaba de la existencia de muchos oficiales prisioneros entre los indígenas y las negociaciones para su rescate.
Entre los testigos de los hechos figuró el ingeniero francés Alfredo Ebélot, contratado por Alsina en el fortín Aldecoa

A eso de las diez –relata– una nube de polvo nos anunció que la invasión llegaba. Pronto se distinguió el mugido de los vacunos, y cosa más inquietante, el balido de las ovejas. Catriel venía pues arriando sus propias ovejas y todas las que encontró en el camino. Serían unas treinta mil (...) Durante cuatro horas vimos sucederse las selvas de lanzas y las inmensas tropas de vacas y de caballos. Había por lo menos 150 000 cabezas de ganado.

Luego de los malones producidos en esta segunda invasión grande Estanislao Zeballos dijo que los indígenas se retiraron

con un botín colosal de 300.000 animales, y 500 cautivos, después de matar 300 vecinos y quemar 40 casas: ¡tal era el cuadro al que asistía con horror la Nación entera!

 Más de 1000 colonos europeos fueron tomados cautivos y 1 000 000 de cabezas de ganado fueron el saldo de las incursiones indígenas entre 1868 y 1874.

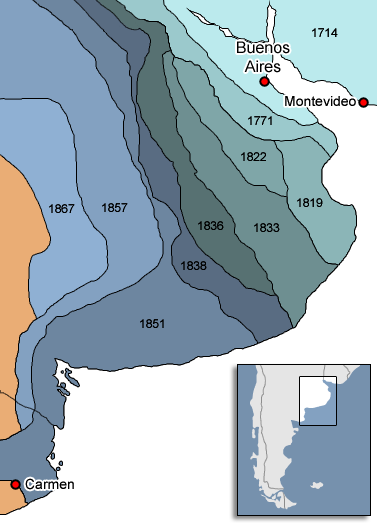
Avance de la frontera hasta la época de la construcción de la Zanja de Alsina.

El ministro Adolfo Alsina, concentrándose en la frontera de la provincia de Buenos Aires, respondió al ataque lanzando una gran ofensiva, aunque también limitada: en 1876 ocupó las Lagunas Encadenadas y algunos territorios más al norte. A continuación hizo construir  la llamada Zanja de Alsina: una trinchera de 374 km entre Italó –en el sur de Córdoba– y Colonia Nueva Roma –al norte de Bahía Blanca. Tenía dos metros de profundidad y tres de ancho con un parapeto de un metro de alto por cuatro y medio de ancho. Con ella esperaba poder frenar, si no la entrada de los malones, su salida con el ganado vacuno. Además, Alsina ordenó la instalación de telégrafos para mantener comunicados los fortines a lo largo de toda la frontera. La Zanja de Alsina fue considerada de manera unilateral por Argentina como nueva frontera con los territorios indígenas aún sin conquistar; de todos modos, fue criticada por los partidarios de una acción militar más drástica.
Pero, sin quererlo, Alsina había hecho algo mucho más importante en la estrategia ofensiva: ocupó las últimas zonas con agua dulce abundante y con pastos naturalmente tiernos que aún quedaba en manos de los indígenas –lo que el cacique Calfucurá llamaba genéricamente “Carhué”. En muy poco tiempo, los indígenas, ubicados al oeste de la Zanja, quedaron impedidos de alimentar las vacas arreadas y –lo que era peor– sus caballos, que requerían de buenos pastos. La estrategia resultó enormemente exitosa, pero no hubo tiempo de probarlo: el 29 de diciembre de 1877 murió el ministro Alsina y el 4 de enero de 1878 fue reemplazado por el general Julio Argentino Roca, quien sabía que, desde hacía algunos años, el Ejército Argentino estaba en condiciones de tomar una ofensiva mucho más ambiciosa, y que despreciaba la ofensiva parcial de Alsina como meramente defensiva.

### Antecedentes comerciales
Las Salinas Grandes son un conjunto de salares al sudoeste de la actual provincia de Buenos Aires y al sudeste de la actual provincia de La Pampa que había generado un antiguo comercio de sal entre varios grupos, una de las mercancías más importantes de la era preindustrial, debido a sus cualidades para la conservación de alimentos, antes incluso de que llegaran los europeos.

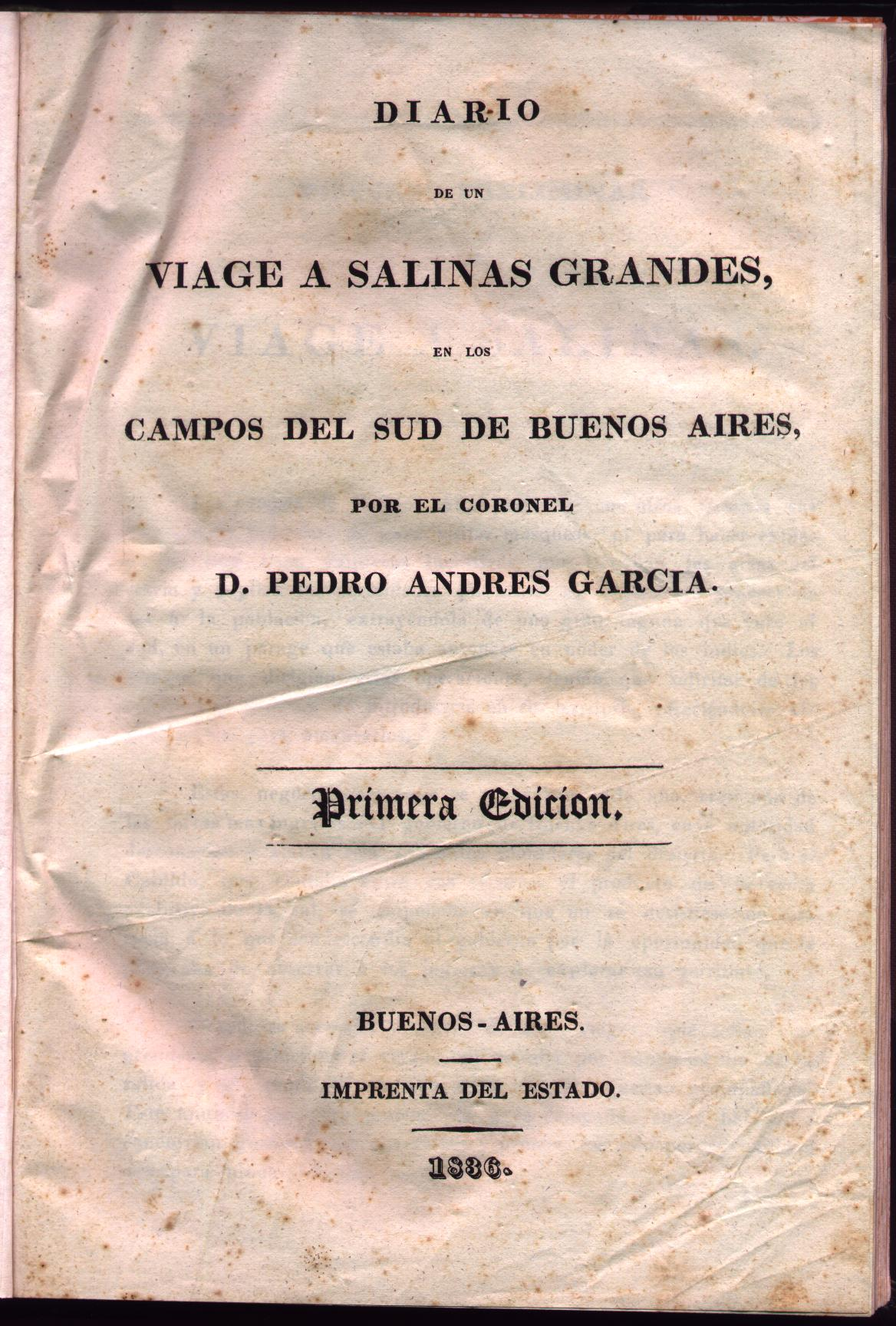
Primera edición del Diario de un Viaje a Salinas Grandes que Pedro Andrés García realizara en 1810 por orden de la Primera Junta.

Desde el siglo XVII las relaciones entre el Virreinato del Río de la Plata y los pueblos aborígenes al sur de la frontera tuvieron como eje el mercadeo de la sal. Con cada expedición se formaban en el salar verdaderas ferias comerciales en las que se intercambiaban una amplia variedad de productos españoles e indígenas.
Producida la Revolución de Mayo una de las primeras medidas de la Primera Junta fue enviar una Expedición a las Salinas, que tuvo como resultado la firma de un tratado con los representantes indígenas para regular las relaciones y el comercio. El comercio de la sal se incrementó debido a la instalación de saladeros en el Río de la Plata, un tipo de establecimiento manufacturero que producía tasajo o charqui (carne vacuna salada), con principal destino a los grandes mercados Brasil y Cuba, para consumo de los esclavos, que había aparecido a fines del siglo XVIII.
La importancia económica de los salares pampeanos tuvo su apogeo a mediados del siglo XIX y llevó incluso a que su nombre se utilizara para denominar la Confederación de las Salinas Grandes, fundada en 1855 por el lonco mapuche Juan Calfucurá –"el Napoleón de las pampas"–, donde estableció su capital.
El sostenido interés por el acceso a las salinas comenzó a decaer en la segunda mitad del siglo XIX debido a la abolición de la esclavitud, la navegación a vapor, la invención de la máquina frigorífica y la inclusión de Argentina como proveedor de carne congelada para la población inglesa.

### Antecedentes culturales
En 1870 el militar y político porteño Lucio V. Mansilla, durante una expedición que tenía el cometido aparente de acercar posiciones, y el cometido oculto de preparar una invasión, tomó los apuntes que volcaría en el libro Una excursión a los indios ranqueles, de gran éxito en la sociedad argentina de la época. En sus páginas habla la necesidad de exterminar o reducir a esos indios para poder explotar económicamente el territorio:

Aquellos campos desiertos e inhabitados, tienen un porvenir grandioso, y con la solemne majestad de su silencio, piden brazos y trabajo. ¿Cuándo brillará para ellas esa aurora color de rosa? ¿Cuándo? ¡Ay! Cuando los ranqueles hayan sido exterminados o reducidos, cristianizados y civilizados.
Lucio V. Mansilla, Una excursión a los indios ranqueles, s:Una excursión: Epílogo

Mansilla también registró un diálogo con Conversando un día con el lonco ranquel Mariano Rosas:

Yo hablé así:
—Hermano, los cristianos han hecho hasta ahora lo que han podido, y harán en adelante cuanto puedan, por los indios.
Su contestación fue con visible expresión de ironía:
—Hermano, cuando los cristianos han podido nos han muerto; y si mañana pueden matarnos a todos, nos matarán. Nos han enseñado a usar ponchos finos, a tomar mate, a fumar, a comer azúcar, a beber vino, a usar bota fuerte. Pero no nos han enseñado ni a trabajar, ni nos han hecho conocer a su Dios. Y entonces, hermano, ¿qué servicios les debemos?
Lucio V. Mansilla, Una excursión a los indios ranqueles, s:Una excursión: Epílogo

En las tolderías originarias, las personas capturadas en los malones estaban obligadas a hacer tareas domésticas como lavar, cocinar, cortar leña o cuidar los ganados y eran víctimas de violaciones y matrimonio forzado; aquellas mujeres que formaban familias solían preferir quedarse con sus hijos y esposos antes que volver a la sociedad hispano-argentina —en la que era usual el matrimonio forzado—, donde enfrentarían rechazo y discriminación por su vida precedente.
A partir de 1813, la Asamblea del año XIII había dispuesto la libertad de vientres en todo el territorio de las Provincias Unidas del Río de la Plata, y las trece provincias que formaron la Confederación Argentina en 1853, mantuvieron la vigencia de la esclavitud hasta ese año, mientras que Buenos Aires recién la abolió en 1860. Luego de esa fecha se mantuvo un régimen de criados o libertos, obligados a trabajar gratis desde niños. Los esclavos y libertos estaban obligados a hacer las tareas domésticas, lavar, cocinar, cebar mate, realizar "mil y una tareas domésticas y artesanales" y servicios de entretenimiento o calmar los nervios de sus amos, como la "negrita del coscorrón", y en el caso de las mujeres, estaban expuestas a ser violadas por sus amos. Los gauchos por su parte en Argentina debían contar con una "papeleta de conchabo" firmada por algún estanciero y en caso contrario podían ser encarcelados, sometidos a tortura y reclutados a la fuerza para luchar contra los indígenas.

Mapa del Meli Witran Mapu mapuche, divididas por la cordillera de los Andes. Las dos esquinas de la derecha es el Puelmapu, el territorio mapuche al este de los Andes que Argentina ocupó efectivamente luego de la Conquista del Desierto.

En 1878 el jurista y político argentino Estanislao Zeballos escribió el libro La conquista de quince mil leguas, que llevaba como subtítulo Estudio sobre la traslación de la frontera sud de la República al Río Negro. El libro repasa en forma intensiva el proyecto de trasladar la frontera del país hasta el Río Negro, obligando a la nación mapuche a habitar las tierras que se encontraban al sur, junto a los tehuelches, a quienes no veía como enemigos. Zeballos remontó ese proyecto como herencia recibida de la Madre Patria:

Estamos en la cuestión fronteras como en el día de la partida: con un inmenso territorio al frente para conquistar y con otro mas pequeño a retaguardia para defender, por medio de un sistema débil y desacreditado. No incumbe su responsabilidad a un hombre ni a un gobierno. Es la herencia recibida de la Madre Patria, que conservamos fielmente, a pesar de haberla hallado controvertida y de que nuestra corta bien que dolorosa experiencia la condena. Avanzar por medio de líneas artificiales y permanentes para ir conquistando zonas sucesivas: tal es el sistema español de frontera, reducido a su expresión mas sencilla. Lo pone de manifiesto una ligera ojeada sobre el mapa de Buenos Aires. Los españoles marchaban previsora y firmemente, llevaban sus armas y la colonización al desierto, clavando la cruz y levantando la escuela al lado del fortín, como bases de la fundación de pueblos. Así, la mayor parte de nuestros centros de población rural, derivan de antiguas guardias, que ocupan en el mapa direcciones armónicas, formando líneas paralelas de Nor-Oeste a Sud-Este, rumbo general de la Conquista en su movimiento de avance tradicional sobre la pampa.
Estanislao Zeballos, La conquista de quince mil leguas, Capítulo I

Zeballos le dio una gran importancia en su libro a los reclamos de los estancieros organizados en la Sociedad Rural Argentina para emprender y financiar la conquista:

El vasto territorio comprendido entre Choele-Choel y Carmen de Patagones es recorrido frecuentemente por los indios que van de la Pampa unas veces y de los valles orientales de los Andes las otras; pero una vez realizada la gloriosa batida en la llanura, acampadas en triunfo nuestras tropas sobre la margen del río Negro, sin enemigos a retaguardia, aquellos campos se verán libres de salvajes, y las estancias de argentinos y de ingleses que ya se acercan a Choele-Choel, prosperarán tranquilas y seguras, sirviendo de base a nuevos centros de población y de trabajo.
Estanislao Zeballos, La conquista de quince mil leguas, Capítulo III, pag. 315

## Pueblos indígenas involucrados

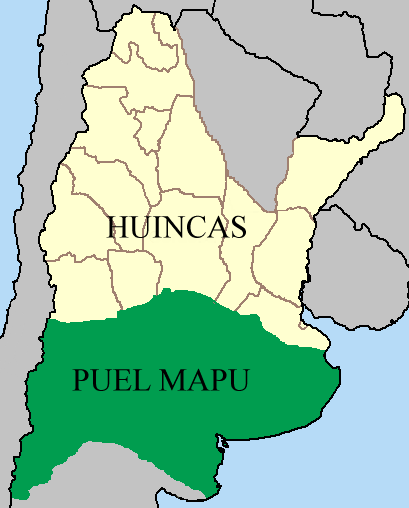
Mapa del Puelmapu en el, ubicado en los límites de parte del actual territorio de la República Argentina. En amarillo se aprecian los límites actuales de las primitivas catorce provincias argentinas, pero sin correspondencia exacta con los límites actuales.

El actual concepto colectivo de indígena, entendido como un bloque homogéneo y opuesto al blanco, no tuvo, durante el siglo XIX, una posición única respecto a la guerra sino que las diversas comunidades indígenas que habitaban tanto la pampa como la Patagonia fueron plurales y diversas.
Respecto del llamado "hombre blanco" o huinca, las distintas tribus tuvieron diferentes y cambiantes actitudes en lo relativo a su trato y relación con ellos. Durante la Conquista del Desierto muchas culturas combatieron a su enemigo mientras que otras, ya sea por una decisión política forzada o no, realizaron alianzas con los blancos para enfrentar a otras parcialidades indígenas. 

### Terminología argentina
Los argentinos de la época identificaban a los pueblos indígenas con la siguiente terminología:
- Ranqueles, surgidos de la mapuchización de un sector de los tehuelches septentrionales, dominaban el sur de las provincias de Mendoza, Córdoba, San Luis y el norte de la de La Pampa.
- Salineros, gobernados desde las Salinas Grandes por la dinastía mapuche de los Curá, dominaban el sudeste de la actual Provincia de La Pampa y el oeste del actual interior de la Provincia de Buenos Aires.
- Tribu del cacique Pincén[69] en el noroeste de Buenos Aires.
- Tribu del cacique Cachul, tehuelches septentrionales mapuchizados, vivían en la zona de la actual Olavarría (que entonces no existía como tal y era: Partido de Tapalqué al norte y oeste del arroyo Tapalquén y Partido de Azul al este y sur del mismo arroyo).
- Manzaneros, tehuelches septentrionales mapuchizados ubicados en Río Negro, Neuquén y Chubut.[70]

### Terminología mapuche
Para los mapuches o araucanos, el territorio que controlaban los pueblos de lengua mapuche al este de la cordillera de los Andes se conoce en mapudungun como Puel Mapu, mientras que el territorio mapuche al oeste de dicha cordillera es el Ngulu Mapu, también escrito Gulu Mapu.
Dentro de Puel Mapu, los indígenas distinguían a su vez varias identidades territoriales:
- Mamüll Mapu: al noroeste, habitado por los mamüllche o gente de los bosques de caldenes y algarrobos.
- Rangkül Mapu: al sur del anterior, habitado por los rangkülche o gente de los carrizales o cañaverales. Los cronistas europeizados utilizaron la denominación Pampas para referirse a esta identidad colectiva.
- Chadi Mapu: en el centro del país, en la región de las salinas en torno a la laguna Urre (Urre lafken) habitaban los chadiche, conocidos en castellano como "salineros".
- Puel Willi Mapu: al sudoeste habitaban los puel williche. Los cronistas criollos usaron la denominación Manzanas o País de las Manzanas o Manzaneros para referirse a esta región.

### Bando indígena

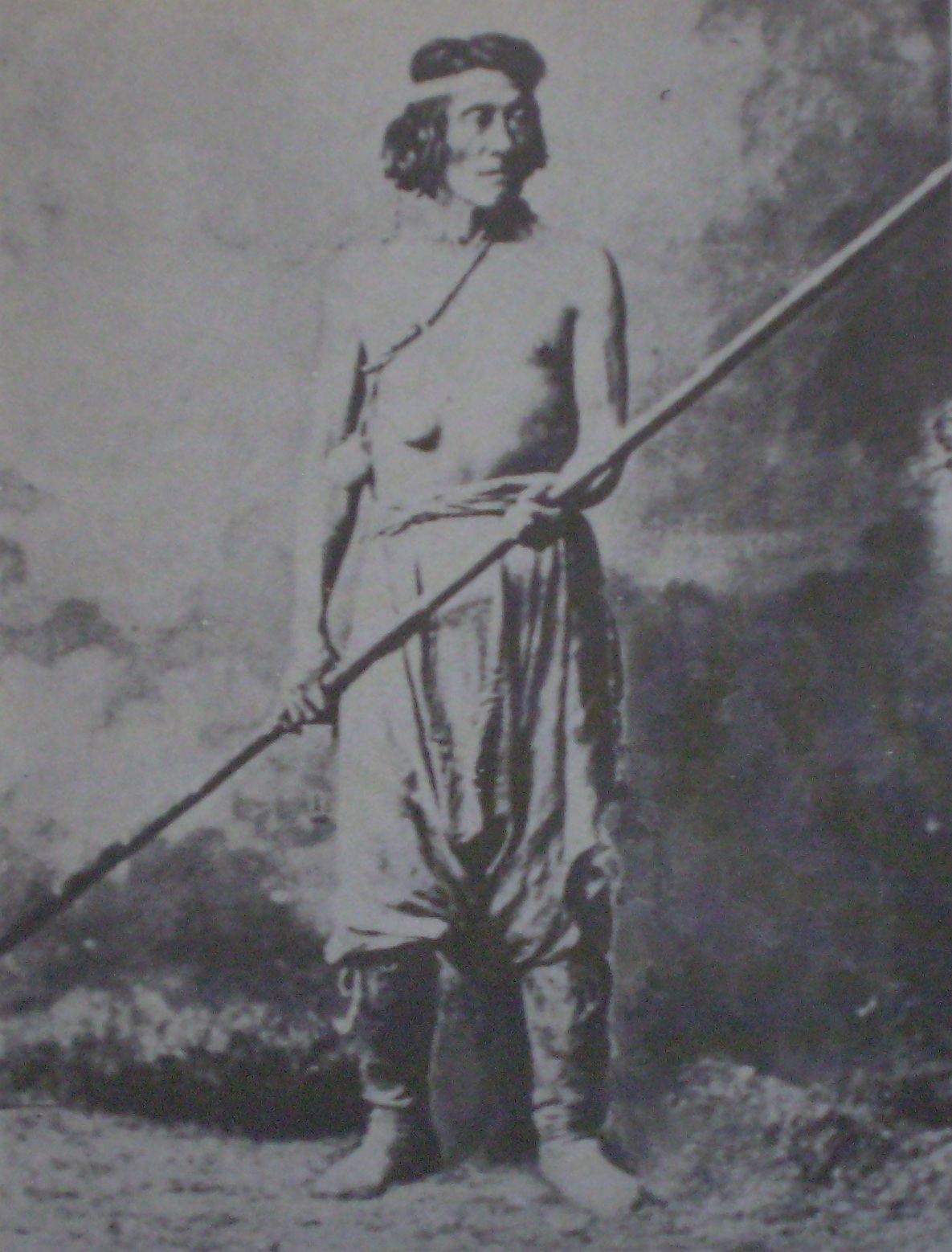
El cacique ranquel Pincén.

Entre las parcialidades o tribus que durante la Conquista del Desierto combatieron contra las tropas del estado argentino figuraron las siguientes:
- Tribu del cacique Tracaleu, mapuches.
- Tribu del cacique Marcelo Nahuel, mapuches.
- Tribu del cacique Juan Salpú, tehuelches septentrionales.
- Tribu del cacique principal Baigorrita, ranqueles; con sus tolderías en Poitahué.
- Tribu del cacique principal Epumer Rosas –Epumer Gnerr–, ranqueles; con sus tolderías en Leubucó.
- Tribu del cacique Alvarito Reumay.
- Tribu del cacique Pincén.
- Tribu del cacique Manuel Grande.
- Tribu del cacique Tripailaf.
- Tribu del cacique Ramón Cabral o Ramón Platero, ranqueles; con sus tolderías en Quenque. Después de la guerra fue un estanciero de Villa Mercedes, provincia de San Luis.
- Tribu del cacique Namuncurá. Luego se asentó en el río Pichileufú en Neuquén.
- Tribu del cacique Zuniga, pincunches. Más tarde se asentó junto con restos de los ranquelinos en el río Agrio.
- Tribu del cacique Purrán, pehuenches. Más adelante, asentada en Loncopue.
- Tribu del cacique Sayhueque, manzaneros, tehuelches septentrionales mapuchizados. Estaban asentados en la confluencia del río Caleufú con el río Collón Curá.

### Bando argentino
Las parcialidades o naciones, que durante la Conquista del Desierto combatieron junto a las tropas del Estado argentino fueron:
- Tribu del cacique Juan Sacamata, tehuelches septentrionales. En 1906 el gobierno argentino, en reconocimiento a su colaboración, le otorgó un territorio de 4 leguas cuadradas (9320 ha), al norte del lago Musters, en el valle de Sarmiento.
- Tribu del cacique Manuel Quilchamal, tehuelches septentrionales cordilleranos.
- Tribu del cacique Juan Catriel "el joven" y del capitanejo Cachul, pampas o serranos; vivían en la zona de la actual Olavarría (que entonces no existía como tal y era: Partido de Tapalqué al norte y oeste del arroyo Tapalquén y Partido de Azul al este y sur del mismo arroyo). En 1878, la tribu de Catriel "el joven" se rindió ante el gobierno y algunos fueron incorporados como indios auxiliares.
- Tribu del cacique Coliqueo, era el resto de los boroganos que se salvaron de la masacre de Masallé; se ubicaban en Los Toldos.

## La Conquista del Desierto

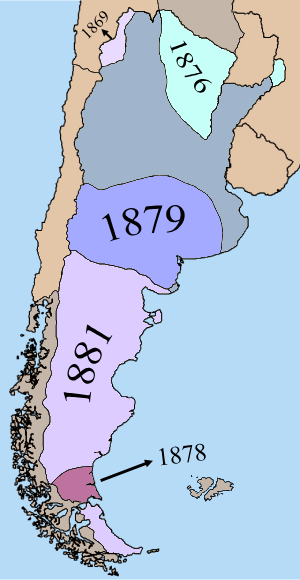
Territorio de la Argentina controlado efectivamente por el estado antes de la primera presidencia de Julio Argentino Roca (1880-1886).

La organización en la Argentina de una economía agroexportadora para proveer de alimentos a Europa –principalmente al Reino Unido– había sido la causa de la expansión de las estancias en la región pampeana; la invención de la cámara frigorífica aumentó la rentabilidad de la ganadería, lo que impulsó a los estancieros organizados en la Sociedad Rural Argentina, creada en 1866, a promover la ocupación efectiva de todas las tierras en manos de los indígenas; el gran avance de Alsina no era suficiente para ellos.
El general Julio Argentino Roca, nombrado ministro de Guerra en enero de 1878, creía que la única solución contra la amenaza de los indígenas era subyugarlos, expulsarlos, o asimilarlos, porque la política de contención en las fronteras no había dado resultados satisfactorios. Por ello había preparado un plan para realizar una gran expedición que cubriera la totalidad del territorio hasta el río Negro, «como un palo de amasar abarca toda la masa». Ya el 19 de octubre de 1875 Roca le presentó al presidente Avellaneda su propuesta militar, utilizando por primera vez el verbo «extinción»:

A mi juicio, el mejor sistema para concluir con los indios, ya sea extinguiéndolos o arrojándolos al otro lado del río Negro, es el de la guerra ofensiva que fue seguida por Rosas que casi concluyó con ellos...
Julio Argentino Roca

No obstante, en gran parte por la ausencia de recursos para sostener semejante operación militar en un dilatado territorio y el temor a una jugada sediciosa por sus enemigos políticos, el presidente prefirió el proyecto de Alsina, al que Roca calificó de "disparate":

¡Qué disparate la zanja de Alsina! Y Avellaneda lo deja hacer. Es lo que se le ocurre a un pueblo débil y en la infancia: atajar con murallas a sus enemigos.  Así pensaron los chinos, y no se libraron de ser conquistados por un puñado de tártaros, insignificante, comparado con la población china … Si no se ocupa la Pampa, previa destrucción de los nidos de indios, es inútil toda precaución y plan para impedir las invasiones.

Llegado al ministerio de Guerra, finalmente obtuvo la autorización de Avellaneda para su plan. La primera batalla de la campaña fue legislativa: presentó un proyecto de ley en el cual proponía llevar en una sola campaña la frontera a los ríos Negro y Neuquén. Una comisión especial fue creada para analizar la propuesta de Roca. La misma estuvo integrada por el expresidente Bartolomé Mitre, Vicente Fidel López, Álvaro Barros, Carlos Pellegrini y Olegario V. Andrade y dictaminó que:

La frontera del río Negro de Patagones como línea militar de defensa contra las invasiones de los indios bárbaros de la Pampa, es una idea tradicional que tiene su origen en la ciencia y en la experiencia trazada por la naturaleza en una planicie abierta, presentida por el instinto de la conservación, señalada por los prácticos del país, aconsejada por los geógrafos que han explorado esa región en el espacio de más de un siglo; ella ha sido constantemente el objetivo más o menos inmediato o remoto de todas las expediciones científicas y militares, de todos los proyectos sobre frontera y el ideal de todos los gobiernos que se han sucedido en el país de medio siglo a esta parte. 

El 4 de octubre de 1878 fue sancionada la Ley 947, que destinaba 1 700 000 pesos para el cumplimiento de la ley de 1867 que ordenaba llevar la frontera controlada por el Estado argentino hasta los ríos Negro y Neuquén. La nueva ley no hacía mención alguna a la población indígena.

Todo el país, toda la población de la Nación, quería terminar con este oprobio, desde el Congreso y los gobiernos provinciales hasta los periódicos, sin excepción.

Para recuperar lo más rápidamente la suma invertida en la campaña, autorizaba al gobierno a vender títulos de propiedad sobre las extensiones a conquistar. Estos títulos permitían repartir propiedades desde 10 000 hasta 30 000 hectáreas.

### Campañas previas en 1878
Roca no se había limitado a esperar a la sanción de la ley. Ordenó a los jefes de frontera firmar tratados de paz con todos los caciques indígenas, comprometiéndose a respetar su vida y su libertad, y a aportarles toda clase de provisiones. Por ejemplo, en julio de 1878 el presidente Avellaneda, a través del coronel Manuel Olascoaga, firmó un tratado con los representantes de los caciques Epumer y Baigorrita, los dos más poderosos jefes del pueblo ranquel. Roca no tenía la menor intención de cumplir esos tratados: los utilizó para ganar unos meses de paz, mientras las tropas se preparaban para los avances programados. En efecto, cuando Epumer pidió al ministro terrenos de caza en reemplazo de los ocupados en el avance de Alsina, el ministro le respondió que debía aceptar ir a vivir a donde le dijeran o sería exterminado. En octubre de 1878, cien hombres de Epumer se presentaron en Villa Mercedes al mando de un cacique menor llamado Llancamil, a pedir las raciones acordadas en el tratado, pero el coronel Rudecindo Roca, hermano del ministro, los atacó a tiros, matando a la mitad de los indígenas y capturando al resto. Estos hechos fueron muy criticados en la época y por historiadores que habrán de denunciarlo como "crimen de lesa humanidad".
También muchos de los hombres de Baigorrita fueron muertos o secuestrados en plena paz, y algunos fueron masacrados después de rendidos. La invasión definitiva había comenzado; la paz estaba rota, exclusivamente por la traición del presidente Avellaneda, del ministro Roca y demás jefes del Ejército Argentino.
A continuación lanzaron un ataque masivo sobre las tolderías ranqueles, especialmente las tolderías principales de Leuvucó y Poitahué, donde ni siquiera respetaron a los muertos: la tumba de Mariano Rosas fue saqueada y su calavera enviada como trofeo a Buenos Aires. Roca informó a su hermano haber capturado doscientos cincuenta prisioneros y Eduardo Racedo informó de trescientos setenta. Epumer huyó, pero fue sorprendido por un oficial de Racedo poco después en Leuvucó, mientras cosechaba la cebada que sus caballos necesitaban. Se entregó y fue conducido a presencia del general Racedo, a quien le dijo que todavía confiaba en la buena fe de los cristianos. El general respondió tratando a Epumer de «bandido» y enviándolo al campo de concentración de la isla Martín García, donde un muy alto porcentaje de los prisioneros murió de hambre. En 1883, el senador Antonino Cambaceres empleó a Epumer como peón de campo en su estancia de Bragado, donde murió poco después.
Ese fue también el destino de muchos indígenas, mientras que otros se retiraron hacia la Cordillera de los Andes; cuando se produjo el avance de Roca, el llamado «desierto» estaba mucho menos poblado que un lustro atrás, debido no solamente a los avances militares sino también a una epidemia de viruela que los había diezmado.
El coronel Nicolás Levalle, y luego el teniente coronel Marcelino Freyre, atacaron a las fuerzas encabezadas por Manuel Namuncurá, provocándole más de 200 muertos; el cacique abandonó sus tolderías hacia el oeste, alejándose definitivamente de las Salinas Grandes, que habían sido refugio de su tribu durante 45 años.
Mientras, el coronel Lorenzo Vintter tomaba prisionero a Juan José Catriel y más de 500 de sus guerreros. Por su parte, Conrado Villegas, que había enfrentado muchas veces a Pincén pero estaba intentando negociando su rendición, fue obligado por el propio Roca a capturarlo, lo que logró en su toldería cerca de Laguna Malal. Estos caciques también fueron confinados en la isla Martín García.
El 6 de diciembre de 1878, tropas de la División Puán al mando del coronel Teodoro García se enfrentaron con una fuerza de indígenas[¿quién?] cerca de Lihué Calel. En una batalla breve pero muy reñida, 50 indígenas fueron muertos, 270 capturados y 33 colonos europeos puestos en libertad.
Otras acciones fueron dirigidas por los mayores Camilo García y Germán Sosa, los teniente coroneles Teodoro García, Rufino Ortega y Benito Herrero, y los coroneles Rudecindo Roca, Leopoldo Nelson y Eduardo Racedo. En estas operaciones, fueron muertos unos 400 «indios de lanza» y fueron capturados otros 900. Además fueron secuestrados más de 3600 mujeres, niños y ancianos. Además fueron liberados unos 150 colonos europeos y se obtuvieron 15 000 cabezas de ganado.
El 11 de octubre de 1878, mediante la Ley 954, el presidente Nicolás Avellaneda creó la Gobernación de la Patagonia, con asiento en la fracción de la villa de Carmen de Patagones ubicada al sur del Río Colorado, que al año siguiente fue bautizada con el nombre de Viedma. Como gobernador fue nombrado el coronel Álvaro Barros, y su jurisdicción alcanzaba a todos los territorios fuera de las provincias hasta el cabo de Hornos. La medida fue un avance de la geopolítica argentina en el afianzamiento de la soberanía territorial sobre los territorios que reclamaba como propios.

### La campaña de Roca

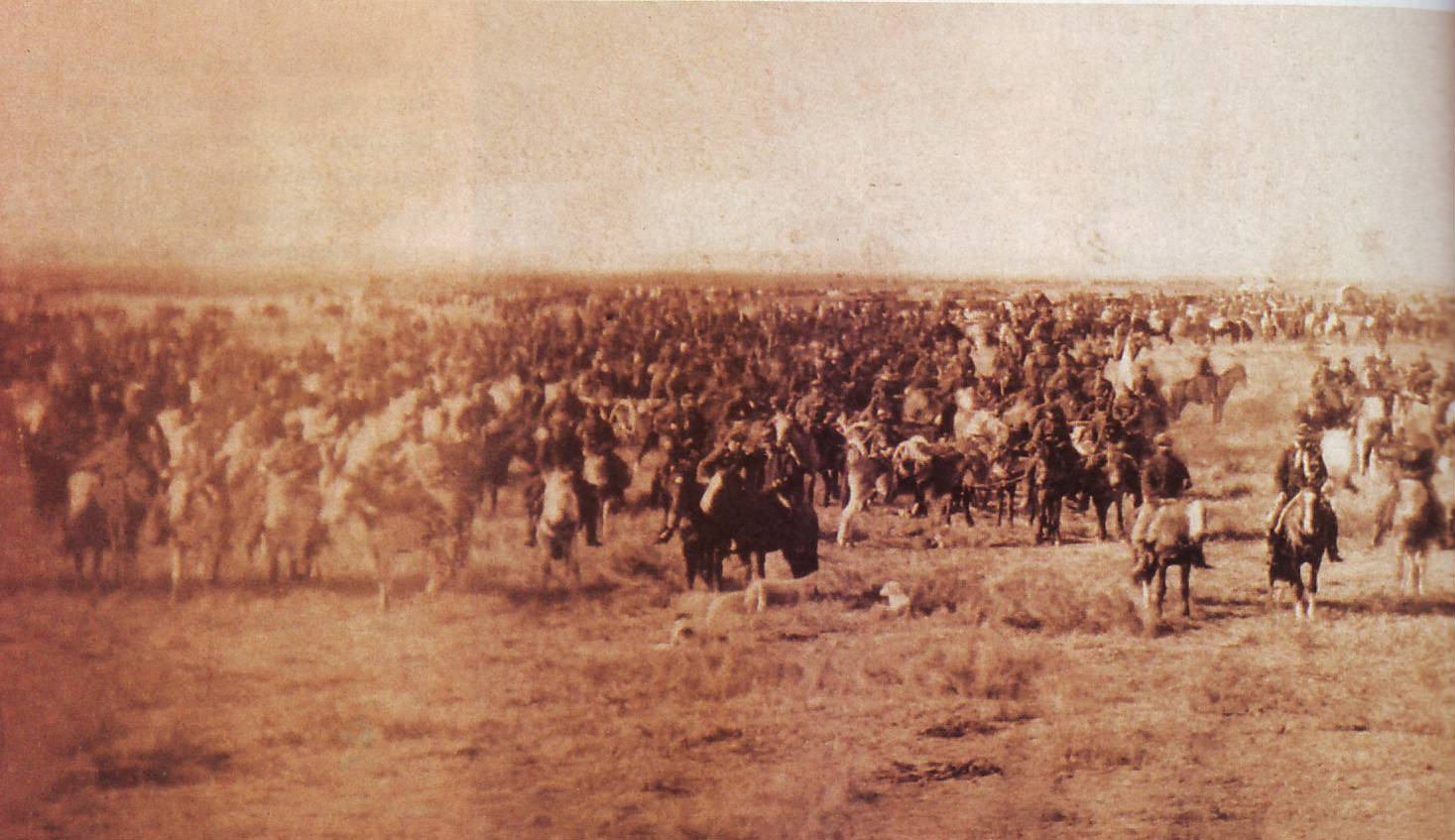
Fotografía tomada por Antonio Pozzo del Ejército Argentino en la ribera del río Negro.

En abril de 1879 comenzó la segunda ola, que partió a fines de abril de 1879.
La expedición de Roca contó, además de los efectivos del Ejército Argentino con funcionarios, sacerdotes, periodistas, médicos, naturalistas y fotógrafo. Entre ellos figuraron: Mariano Antonio Espinosa, capellán general del ejército expedicionario y futuro Arzobispo de Buenos Aires; Remigio Lupo, corresponsal del diario La Prensa; los científicos Adolfo Doering, Pablo G. Lorentz, Niederlein y Schultz, que estudiaron la flora, la fauna y la geología del territorio; y el fotógrafo y retratista Antonio Pozzo, quien acompañó a la columna  comandada por Roca en calidad de fotógrafo oficial del gobierno y miembro del Cuartel General de dicho cuerpo militar.
La conquista del desierto sería la primera operación de envergadura en el país que haría uso intensivo del telégrafo en las comunicaciones militares.
Su uso militar fue promovido ya durante la gestión de Adolfo Alsina durante la presidencia Avellaneda. Uno de los 5 hilos conductores que salían del pequeño local de la Dirección General de Correos y Telégrafos en la ciudad de Buenos Aires iba siguiendo la Conquista del Desierto: desde Azul hasta Trenque Lauquen y Carhué, para unir a las cinco comandancias de frontera, arribando a Fuerte General Roca, en el Río Negro, en 1883.
Su uso en la Conquista del Desierto en reemplazo de las señales mediante cañonazos y del uso de chasquis fue intenso y facilitó la logística y coordinación de las operaciones. Entre abril de 1876 y julio de 1877 las diversas oficinas del Telégrafo Militar intercambiaron 52 218 telegramas por su red de 696 km. La cabecera estaba instalada en el Ministerio de Guerra y Marina en la Casa de Gobierno y contaba con 11 aparatos Morse atendidos por 30 hombres entre oficiales, suboficiales y soldados.
El 18 de junio de 1879 Avellaneda saludaba por telégrafo al comandante de la expedición Roca

Mis felicitaciones y las de toda la Nación. Lo saludo en las márgenes del Río Negro y del Neuquén donde su presencia realiza los votos de muchas generaciones.

Así, pronto 

No quedó Comandancia, fuerte o fortín sin la debida instalación de este valioso auxiliar de la defensa, porque, no solo evitaba demoras que traían graves perjuicios en las operaciones militares, sino que también producía economías importantes en cientos de soldados y caballos que se empleaban en las comunicaciones sin hilos. Las líneas telegráficas fueron debidamente tendidas por nuestros soldados y sin interrupción alguna hasta algo después de 1885. La vida de los telegrafistas de frontera alcanzó los grados de heroísmo, no sólo por los riesgos a que su libertad y vida se hallaban expuestos, sino por las privaciones y sufrimientos que debieron soportar trabajando duramente jornadas de sacrificios y ganando sueldos de hambre.

Con 6000 soldados –entre ellos 820 indígenas aliados– y al mando del ministro de Guerra, general Roca, en abril de 1879 se pusieron en marcha las cinco divisiones en que iba dividido el Ejército.

#### Primera División

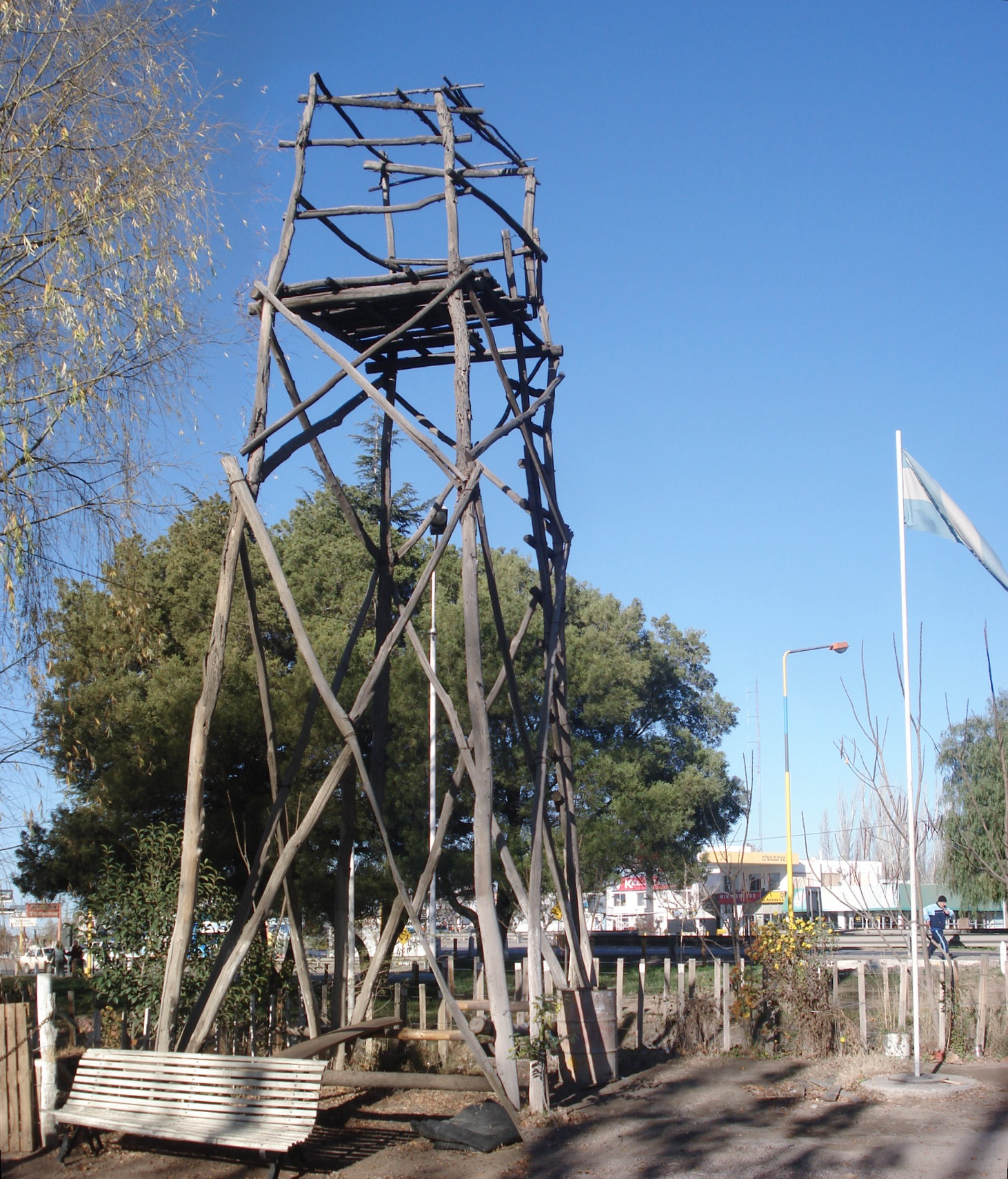
Mangrullo de un fortín utilizado durante la Campaña al Desierto en Cipolletti.

Al mando del general Roca, partió de Carhué el 29 de abril de 1879 con 1900 soldados y 105 indígenas aliados. Entre los oficiales superiores se contaban los coroneles Conrado Villegas, Teodoro García, Lorenzo Vintter y Santiago Romero; los teniente coroneles Francisco Leyría, Ignacio Fotheringham, Benigno Cárcova, Francisco Álvarez, Manuel J. Campos, Apolinario de Ipola, Artemio Gramajo, Manuel Olascoaga, Daniel Cerri, Eduardo Pico y Gabriel Brihuega. Llevaba consigo varias carretas y la mayor parte de los científicos, cronistas y fotógrafos.
Tuvo muy pocos enfrentamientos con los indígenas, y los soldados sufrieron mucho más por la sed –gran parte del país atravesaba una aguda sequía– y por el frío que por los combates. Un grupo de cuarenta indígenas fueron capturados sin combatir y se rescataron tres cautivas.
Tras cruzar el río Colorado, se organizaron tres divisiones para expedicionar en todas direcciones; al frente de una de ellas, Fotheringham aceleró la marcha todo lo que pudo en dirección al río Negro, siguiendo la rastrillada de las bandas de indígenas y tropas de vacunos que durante más de un siglo habían sido arreadas por allí hacia Chile, jalonada de osamentas, debido a que en todo el trayecto no se podía obtener una gota de agua. El 24 de mayo, se asomó finalmente a las bardas que limitaban el valle del Río Negro, y mandó a avisar a Roca, que venía algunas horas más atrasado, que era el primero en llegar; resultó que no era así: el comandante Leyría había llegado antes que él con centenares de yeguas remitidas desde Carmen de Patagones. Horas más tarde llegaron el grueso de la División con el general Roca y el teniente coronel de Marina Martín Guerrico, que había remontado el río en el vapor Triunfo para probar la navegabilidad del río. En medio de la isla Choele Choel ondeaba en el sauce más alto, la bandera argentina, clavada allí personalmente por Fotheringham.
Al día siguiente, 25 de mayo, se celebró el aniversario de la Revolución de Mayo con una gran parada militar. El popular cuadro de Juan Manuel Blanes, que representa a los oficiales durante el desfile, es muy detallado pero inexacto: los únicos oficiales que participaron fueron los de la Primera División, pero Blanes agregó allí a los jefes de las demás divisiones.

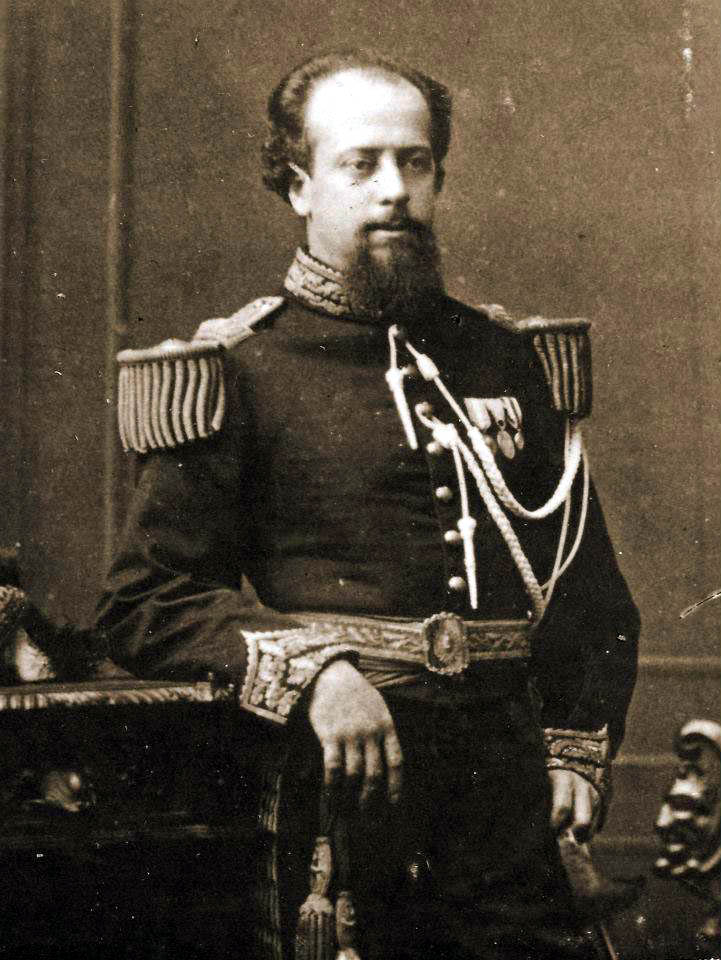
El general Julio Argentino Roca, mentor de la Conquista del Desierto, a fines de la década de 1870.

Fotheringham continuó como vanguardia de las tropas de Roca, debiendo alimentarse exclusivamente con carne de yegua, y en la confluencia de los ríos Neuquén y Limay fundó el después llamado Fuerte Primera División. Allí llegó Roca el 11 de junio, donde pensaba encontrarse con Napoleón Uriburu, jefe de la Cuarta División, pero éste se encontraba aguas arriba por el río Neuquén, a cientos de kilómetros de distancia. El 17 de junio estaba de vuelta en Choele Choel, donde mandó fundar un pueblo en la isla, al que llamó "Nicolás Avellaneda". Luego de dejar a Villegas al mando de la Primera División, se retiró hacia Carmen de Patagones, donde embarcó en un vapor hacia Buenos Aires; allí encontró la situación política y militar enormemente convulsionada por la intención de Avellaneda de lograr la Federalización de Buenos Aires, y la pretensión del gobernador Carlos Tejedor de impedirlo.
Por su parte, las tropas al mando de Villegas debieron soportar una enorme inundación que arrasó con todo, de la cual resultó que las tropas quedaron aisladas sobre terrenos anegados, perdiéndose gran parte de las caballadas y algunos soldados. Apenas la marea bajó, el 7 de agosto, la Primera División abandonó la zona de Choele Choel; el pueblo Nicolás Avellaneda había desaparecido.

#### Segunda División
Al mando del coronel Nicolás Levalle, partió también de Carhué, pero se dirigió al oeste; contaba con 9 jefes, 45 oficiales y 398 hombres de tropa, incluyendo a  125 indígenas aliados al mando del cacique Tripailaf; los soldados estaban divididos en un regimiento de caballería al mando del coronel Clodomiro Villar y un batallón de infantería al mando del teniente coronel Máximo Bedoya. Avanzó hacia Traru-Lauquen, en la actual provincia de La Pampa, en busca de Namuncurá, pero no encontró más de grupos pequeños de indígenas que vagaban a pie, casi muertos de hambre, que se rindieron sin referencia. Al llegar a la sierra de Lihué Calel informó a Roca de sus movimientos.

#### Tercera División
Al mando de Eduardo Racedo, partió de Villa Mercedes (San Luis) con 13 jefes, 83 oficiales y 1253 hombres de tropa, entre los cuales iban lanceros ranqueles comandadas por los caciques Cuyapán, Simón, Linconao Cabral y Ambrosio Carripilún. Entre los jefes estaban los teniente coroneles Rudecindo Roca, hermano del ministro, Sócrates Anaya, Benito Meana y Ernesto Rodríguez.
Tras detenerse unos días en la laguna del Cuero, Racedo se dirigió a las tolderías de Poitahué, aunque se vio obligado a acampar a una legua de allí a causa de la sequía; desde allí estableció contacto con las divisiones segunda, cuarta y quinta. Antes de llegar a Poitahué, Roca se dirigió con 200 hombres hacia el río Chadi Leuvú, donde se sabía que se encontraba Baigorrita; debió cruzar el río Atuel con el agua a la cintura o al pecho, y con los caballos de tiro por los cabrestos. Avisado, Baigorrita abandonó la zona marchando más hacia el sudoeste, de modo que todo lo que consiguió fue capturar a veinticinco hombres de lanza y ciento dos de chusma, y liberar a veintinueve cautivos. Un capitán de apellido Álvarez fue enviado en búsqueda de Baigorrita pero, aunque lo tuvo "a tiro de fusil", no logró capturarlo.

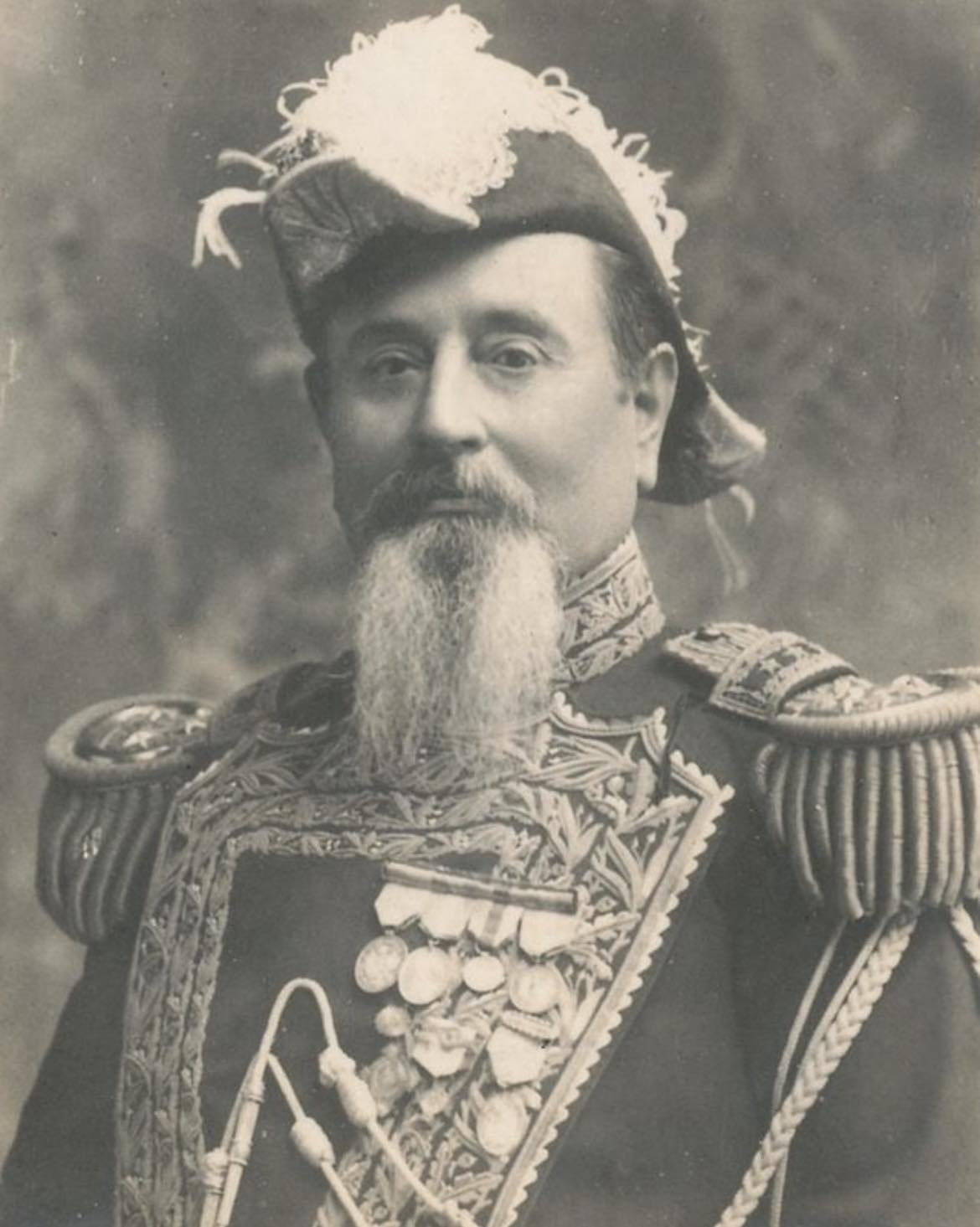
El coronel Eduardo Racedo, comandante de la Tercera División.

En su camino, esta división capturó y ejecutó a dos soldados que habían desertado, debió soportar el robo de casi todos los caballos que había dejado Racedo en Médano Colorado, y hasta el robo de tres caballos que estaban atados frente a la carpa del mayor López por un indígena que se introdujo de noche en medio del campamento. Poco después estalló una epidemia de viruela entre los prisioneros, que rápidamente se contagió a la tropa.
A pesar de la gravedad de la epidemia de viruela, la vacuna que llevaban los dos médicos de la división logró salvar a casi todos los enfermos. Dos golpes de mano de grupos pequeños de indígenas les permitieron arrebatar a las tropas varios cientos de caballos; perseguidos, los indígenas lograron escapar dejando algunos muertos y la mitad de los caballos. Poco después, se recibió orden de devolver a sus cuarteles de la antigua frontera de Córdoba a gran parte de la tropa; Racedo aprovechó para retirar la mayoría de las tropas hacia Villa Mercedes el 25 de agosto, incluyéndose a sí mismo, al hermano del ministro y a otros oficiales. Los únicos que quedaron en el cuartel general fueron los teniente coroneles Benito Meana y Sócrates Anaya, con algo más de cien soldados.

#### Cuarta División
Al mando del teniente coronel Napoleón Uriburu, partió desde San Rafael el 21 de abril, y su cometido era llegar a la confluencia de los ríos Limay y Neuquén, «barriendo de indios» (sic) el espacio entre el curso superior del río Colorado y el Neuquén. Los demás oficiales superiores eran Luis Tejedor, Rufino Ortega, Patrocinio Recabarren, Justo Aguilar y Demetrio Mayorga.
Debía ponerse en contacto con los caciques Purrán y Sayhueque, ofreciéndoles toda clase de garantías para ponerse a órdenes del gobierno argentino y permitir la colonización de sus tierras; obsérvese que Purrán gobernaba un territorio a ambas márgenes del río Neuquén, límite nominal del territorio a ocupar, pero Sayhueque estaba ubicado en el "País de las Manzanas", zona de los ríos Collón Curá y Caleufú, cientos de kilómetros al sur. Implícitamente parte de su misión era ocupar la cuenca superior del río Neuquén –actual departamento Minas– donde decenas de ganaderos chilenos tenían sus haciendas, por las que pagaban un arrendamiento a los indígenas, donde solían presentarse partidas del Ejército chileno, y había un delegado del gobierno de Chile. Esa zona era llamada Mal Barco, lo que actualmente es el pueblo de Varvarco.
Uriburu avanzó rápidamente hasta la confluencia de los ríos Curi Leuvú y Neuquén, que eligió por ser un cruce de caminos importante; allí fundó el fuerte de Chos Malal, que posteriormente sería capital del territorio nacional del Neuquén. Contraviniendo sus instrucciones y las propias leyes sobre las que se basaba la campaña, Uriburu dejó a Tejedor a cargo del fuerte y avanzó hasta el río Agrio y el arroyo Covunco, donde atacó a un grupo de indígenas que supuso del grupo de Baigorrita, capturando 12 indios de lanza y secuestrando a 54 de chusma. Luego retrocedió hasta Chos Malal. Desde allí envió a Recabarren a hacerse cargo de Mal Barco, donde los ganaderos aceptaron la nueva situación sin problemas.
Invitado a conferenciar en Chos Malal, Purrán no dio respuesta alguna y mantuvo numerosos bomberos que vigilaban de lejos las actividades de las tropas de Uriburu. Una partida capturó al capitanejo Painé, y derrotó a fuerzas de Udalmán que habían incursionado en Mal Barco, causándoles algunas bajas. Envió a Ortega a informar al ministro general Roca, con quien conferenció en Choele Choel. Purrán finalmente respondió con proposiciones de paz, pero Uriburu consideró que éstas no eran creíbles.

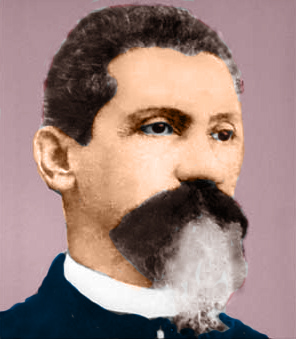
Teniente coronel Napoleón Uriburu, jefe de la Cuarta División.

A mediados del mes de junio, tropas de la cuarta división tuvieron dos encuentros con los indígenas, obteniendo sendas victorias y capturando decenas de indios de lanza y de chusma. Parte de éstos eran de los hombres de Baigorrita, de quien informaron que había quedado a retaguardia del avance de la División, por la Payunia; algunas partidas partieron en su búsqueda y una lo alcanzó al cruzar el río Colorado hacia el sur. Una vez más Baigorrita esquivó a sus perseguidores, pero un mayor de apellido Torres lo alcanzó al oeste del volcán Auca Mahuida, matando su caballo; el cacique esperó a los soldados  a pie y lanza en mano, pero fue baleado y capturado. Fue montado a la fuerza en un caballo, del cual se lanzó al suelo; a partir de aquí los testimonios difieren: uno afirma que «hubo que matarlo», mientras otro dice que intentó huir arrastrándose por el piso, llevando en sus manos los intestinos que habían salido de su abdomen, y murió durante esa desesperada maniobra. Fue el único cacique principal muerto en combate de toda la campaña de Roca.
El conjunto de las acciones de la Cuarta División causó 1000 indígenas muertos, y 700 tomados prisioneros, de acuerdo al parte oficial del teniente coronel Uriburu. El número es muy superior a la suma de todas las acciones menores, y eso parece deberse a que Uriburu no quiso informar aquellas de sus acciones que violaban las leyes. Es que, tras muchas deliberaciones con sus oficiales, y con la excusa de la falta de pastos para los caballos, Uriburu finalmente se decidió a violar de lleno la ley, y marchó con casi todas sus fuerzas al sur del río Neuquén, recorriendo el valle del Agrio, que arbitrariamente fijó como nuevo límite. Sin embargo, ya la ley estaba rota, y su iniciativa –por la que fue felicitado por el ministro Roca– dio inicio a las llamadas «matanzas del Neuquén» y las campañas hacia el sur a lo largo de los Andes, hasta el sur de lo que hoy es la provincia de Chubut.
En enero de 1880, Uriburu envió sucesivas partidas hacia el sur y creó varios fortines, en todas direcciones; en el vado Huitrín del río Neuquén se instaló uno que servía de avanzada para desplazarse rápidamente hacia el sur. Varios grupos de chilenos salidos desde Mal Barco, creyendo que la paz estaba asegurada, partieron hacia el sur a buscar sal, pero casi todos fueron muertos por indígenas de origen desconocido. Purrán aseguró a Uriburu que no habían sido de sus hombres, mientras Villegas reforzaba con caballos a Uriburu, a quien encomendaba «dar un escarmiento a ese pillo».
Una expedición formada por varias unidades, al mando del teniente coronel Marcial Nadal, en la que iban también Rufino Ortega y los mayores Manuel Ruibal y Zacarías Taboada. Varias leguas al sur de Huitrín, Ruibal avistó a la tribu de Purrán del otro lado del río, con quien intercambió varios mensajes en tono amistoso. Purrán, desconfiado, aceptó parlamentar en persona con Ruibal cruzando el río, pero puso como condición que el mayor lo esperase solo y enviase al resto de sus tropas de regreso. Sólo cuando los soldados se perdieron de vista, Purrán cruzó el río en una balsa con varios de sus capitanejos, incluido su hermano, y se sentaron en una ronda a conferenciar. Por orden de Ruibal, sus hombres estaban escondidos a corta distancia, esperando con sus armas cargadas la señal convenida por su jefe: en cuanto éste dio la seña, cargaron a tiros y sable sobre los indígenas, que sólo tenían para defenderse sus puñales: de acuerdo con las órdenes de Ruibal, todos fueron asesinados excepto Purrán. Viendo el espectáculo, el resto de la tribu huyó; y varias partidas saquearon en pocas horas las tolderías de los pehuenches de la zona. El mayor Ruibal regresó con su valioso prisionero a Choele Choel, donde por su inmoral acción fue felicitado, premiado y ascendido.

#### Quinta División
Estaba al mando del teniente coronel Hilario Lagos, estaba formada solamente por el regimiento de caballería al mando del propio Lagos, e incluía también un batallón de infantería montada en mulas a cargo del teniente coronel Enrique Godoy; ésta operaba independientemente, aunque lo hacía coordinando sus pasos con la de Lagos. Éste había sido compañero de Roca en el Colegio del Uruguay, por lo que fue el único que se atrevió a hacerle reclamaciones antes de partir; Roca lo obligó a partir sin solucionar sus objeciones.
Partió de Trenque Lauquen, y en Curu-Pichi-Cajuel el teniente coronel Godoy mató al capitanejo Lemumier, su hijo. Esta columna dejó 36 indios muertos, 473 indios de chusma prisioneros y el rescate de cuarenta cautivos. Lagos se detuvo en Luan Lauquen a informar de la marcha de las dos columnas al ministro Roca, explicándole que consideraba ese lugar más estratégico que Toay o Malal, lugares donde Roca le había sugerido establecer su cuartel general. Sin embargo, más tarde Toay demostró ser un lugar mucho más adecuado, al punto que sobre a una legua de distancia de allí, sobre el mismo conjunto de lagunas, se fundó la ciudad de Santa Rosa, actual capital de la provincia de La Pampa.

#### Resultados inmediatos

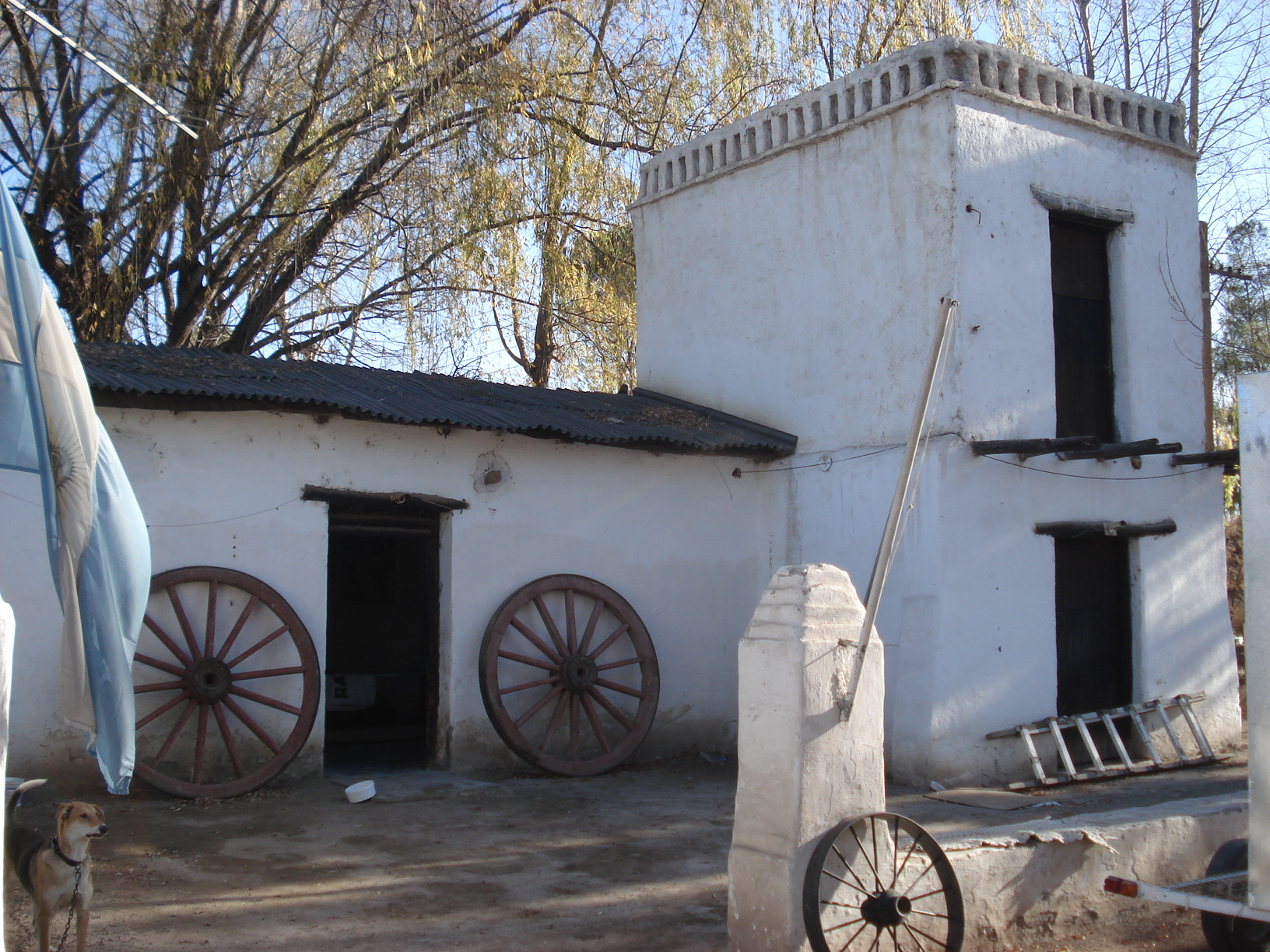
Instalaciones de un fortín utilizado durante la Campaña al Desierto en Cipolletti.

De acuerdo con la Memoria del Departamento de Guerra y Marina de 1879, se tomaron prisioneros cinco caciques principales y uno fue muerto (Baigorrita), 1271 varones de lanza fueron tomados prisioneros, 1313 hombres de lanza resultaron muertos, 10 513 "de chusma" fueron tomados prisioneros, y 1049 fueron reducidos.
Se construyeron muchos establecimientos en la cuenca de los ríos Negro, Neuquén y Colorado. Entre los principales estuvieron el fuerte General Roca, el fortín Primera División, establecido en la confluencia de los ríos Neuquén y Limay, en lo que actualmente son los alrededores de la ciudad de Cipolletti, y el fuerte de Chos Malal, entre el curso superior y medio del río Neuquén.

### Campañas finales
A mediados de 1880, la Primera División al mando de Villegas fue llamada a Buenos Aires, como refuerzo en caso de que la capital se resistiese con las armas a la federalización de Buenos Aires. Cuando el general Roca fue elegido presidente de la Nación estalló la revolución porteña, contra la cual combatieron algunos de los miembros de esta tropa, entre ellos el teniente coronel de artillería Apolinario de Ipola, nacido en España, que murió en combate.

#### Primera campaña a los Andes
Roca asumió la presidencia el 12 de octubre de 1880, y apenas una semana más tarde, un importante contingente militar partió a bordo del vapor Villarino hacia Carmen de Patagones, incluyendo a Villegas, ya ascendido al rango de general. En noviembre se desplazaron a Choele Choel. Allí se aumentó su número con tropas estacionadas en la región, y fueron cuidadosamente entrenados y equipados. En lugar de Uriburu, que volvió a su natal provincia de Salta, asumió como jefe de la frontera del río Neuquén el coronel Rufino Ortega. Villegas ordenó a éste formar una brigada con las tropas de la antigua Cuarta División y algunos refuerzos.
Primera Brigada
Iba al mando del coronel Rufino Ortega, y la componían 6 jefes, 16 oficiales y 474 hombres de tropa. Partió desde Chos Malal el 8 de marzo y poco después cruzó el río Agrio. A retaguardia, se sublevaron los soldados correntinos que estaban allí como castigo por haber formado parte en su provincia de la revolución de 1880; someterlos costó varios muertos de ambos lados. Durante todo el camino hubo encuentros menores con los indígenas, pero su número no era suficiente para frenar a una tropa comparativamente numerosa, bien montada y armada. Un hijo de Sayhueque, Tacomán, fue capturado gravemente herido; sin un gran número de bajas en ninguno de los bandos, la brigada pasó cerca de los campamentos abandonados de Sayhueque y llegó el 4 de abril al lago Nahuel Huapi, donde acampó a la espera de las dos brigadas restantes.
Segunda Brigada
Al mando del coronel Lorenzo Vintter,  la formaban 6 jefes, 22 oficiales, 5 cadetes y 557 soldados. Partió el 15 de marzo, no sin antes hacerle notar a Villegas que marchaban con muy pocos novillos para alimentarse; por suerte para ellos, lograron capturar en su camino gran cantidad de animales, entre vacunos, ovinos y equinos. Recorrió la costa del río Limay, sin encontrar partidas importantes de indígenas hasta llegar al río Collón Curá. Al llegar cerca del río Collón Curá, Vintter derrotó al capitanejo Molfinqueo, causando 17 muertos y 48 prisioneros, incluyendo al capitanejo. Llegaron al Nahuel Huapi el 8 de abril.
Tercera Brigada
Al mando de Bernal, la formaban 10 jefes, 36 oficiales, 9 cadetes y 525 soldados. Además marchaba con ellos el general Villegas. Tras cruzar el río Negro en balsas, hizo la peligrosa travesía completamente falta de agua de más de 100 km entre el río Negro y el valle del arroyo Valcheta. Allí atacó de improviso a los indígenas puelches que residían en el oasis que forma el arroyo, causándoles 47 muertos y tomando 140 prisioneros, en su gran mayoría mujeres y niños.[cita requerida] Desde allí avanzó hacia el oeste, bordeando la meseta de Somuncurá y siguiendo los escasos oasis, para después dirigirse directamente hacia el lago Nahuel Huapi.
Exploración fluvial
La escuadrilla del río Negro, integrada por los vapores Río Negro y Triunfo, estaba al mando del teniente coronel de marina Erasmo Obligado y sirvió de apoyo a los expedicionarios. En el Río Neuquén se embarcó la comisión exploradora fluvial al mando del teniente Eduardo O'Connor, remontando el río Limay y llegando hasta un recodo desde donde no pudo avanzar más debido a la velocidad de la corriente, y a la que llamó vuelta del Desengaño. A fin de año Obligado alcanzó la confluencia de los ríos Collón Curá y Limay a bordo del Río Negro.
Regreso
Tras un mes de campamento sobre el gran lago, las tres brigadas regresaron a sus acantonamientos habituales. No habían hecho ningún acto de posesión que no fuese puramente nominal; lo más importante que lograron fue que Sayhueque, que hasta entonces ocupaba la totalidad de la cuenca del Collón Curá, incluyendo a los Aluminé, Caleufú y Chimehuin, retirase su numerosa tribu hacia el sur y luego al sudeste. Otros caciques importantes siguieron a Sayhueque, o pasaron temporariamente a Chile, o se refugiaron en los numerosos valles transversales de la región.
El 15 de junio, Villegas desembarcó del vapor Río Negro en Carmen de Patagones, recibido en triunfo por la población.
No haber derrotado a los indígenas tuvo su costo: los indígenas reiniciaron sus ataques, principalmente sobre las posiciones fijas del Ejército. Desde Chos Malal salieron varias expediciones en busca de los indígenas, logrando capturar o matar algunas decenas de mapuches, a costa de algunas bajas. El fortín Primera División, ubicado en la actual Cipolletti, fue atacado el 16 de enero de 1882, y los indígenas se llevaron la caballada completa y causaron muchas bajas entre soldados y civiles; la masacre no se completó porque los defensores lograron matar al capitanejo que los conducía. En otro enfrentamiento, el entonces mayor Ruibal –el mismo que había capturado a traición a Purrán– rodeó de noche un grupo de indígenas desarmados y, sin dudarlo, los hizo asesinar a todos.

#### Segunda campaña a los Andes

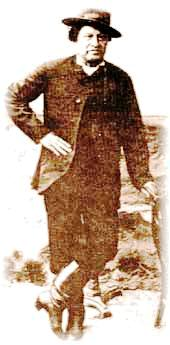
El toqui Valentín Sayhueque, uno de los principales comandantes de las fuerzas mapuches durante la Conquista del desierto.

Entre noviembre de 1882 y abril de 1883 el general Conrado Villegas inició una nueva campaña con tres brigadas –cerca de 1400 hombres.
Primera Brigada
Con unos 320 hombres al mando del teniente coronel Rufino Ortega, y acompañada por el general Villegas y su estado mayor, operó en la zona del río Agrio y de Aluminé. En lugar de avanzar en grandes columnas, se desprendían de estas continuamente pequeñas partidas, que se podían agrupar en caso necesario, y recorrían cada rincón del territorio en que operaban en busca de grupos de indígenas, que necesariamente eran también pequeños.
Cruzó el río Aluminé de noche para recibir la rendición del cacique Millamán, que había pedido auxilio contra Reuquecurá y Namuncurá, con casi 100 de sus indígenas. El mayor José Daza capturó a un grupo de parientes de Epumer, incluyendo a un hijo que había tenido su hermano Mariano Rosas con una cautiva. Poco después derrotó y puso en fuga a Alvarito Reumay, cacique menor de la familia de Namuncurá y capturó a los capitanejos Cayupán y Nahuelpán. Por su parte, Ruibal derrotó y puso en fuga al cacique Queupo y capturó a Cayul con 80 guerreros.
Esta brigada tomó a 500 indígenas prisioneros, al tanto que otros 120 resultaron muertos.
Segunda Brigada
Al mando del teniente coronel Enrique Godoy, operó en la zona de Collón Curá y Caleufú. Persiguió a Namuncurá y a Reuquecurá, el primero de los cuales pasó a Chile junto con Ñancucheo y el segundo, su tío, fue tomado prisionero.
El cacique Ñancucheo, que había huido a Chile, pasó allí tanta hambre que se vio obligado a regresar y someterse. tras obtener garantías del teniente coronel Godoy. También Manquiel se entregó con su familia.
El 15 de febrero de 1883, el sargento mayor Miguel E. Vidal, al mando del Regimiento 5 de Caballería fundó el fortín Junín de los Andes.
Esta brigada tomó a 700 indígenas prisioneros, mientras que otros 100 resultaron muertos.
Tercera Brigada
Al mando del teniente coronel Nicolás Palacios se dirigió al Nahuel Huapi y desde allí buscó a los caciques Sayhueque e Inacayal. Informado de que sus tolderías estaban ubicadas en la cuenca alta del río Chubut, marchó hacia allí sólo para encontrar los restos de su toldería, que Sayhueque había levantado con tiempo. 263 Sin embargo, continuó su persecución casi sin detenerse. Su avanzada, al mando del capitán Drury, descubrió a los indígenas de Inacayal en las nacientes del río Senguer, sobre el arroyo Apeleg, y fue atacado: el combate duró cuatro horas, con bajas importantes en ambos bandos; la llegada de Palacios puso en fuga a los indígenas. El combate de Apeleg fue la última verdadera batalla de la Conquista del Desierto;  habría otros encuentros violentos, pero no fueron realmente combates: los indígenas fueron simplemente masacrados sin posibilidad de oponer resistencia.
Esta brigada tomó a 500 indígenas prisioneros, mientras que otros 145 resultaron muertos.
Combate de Pulmari

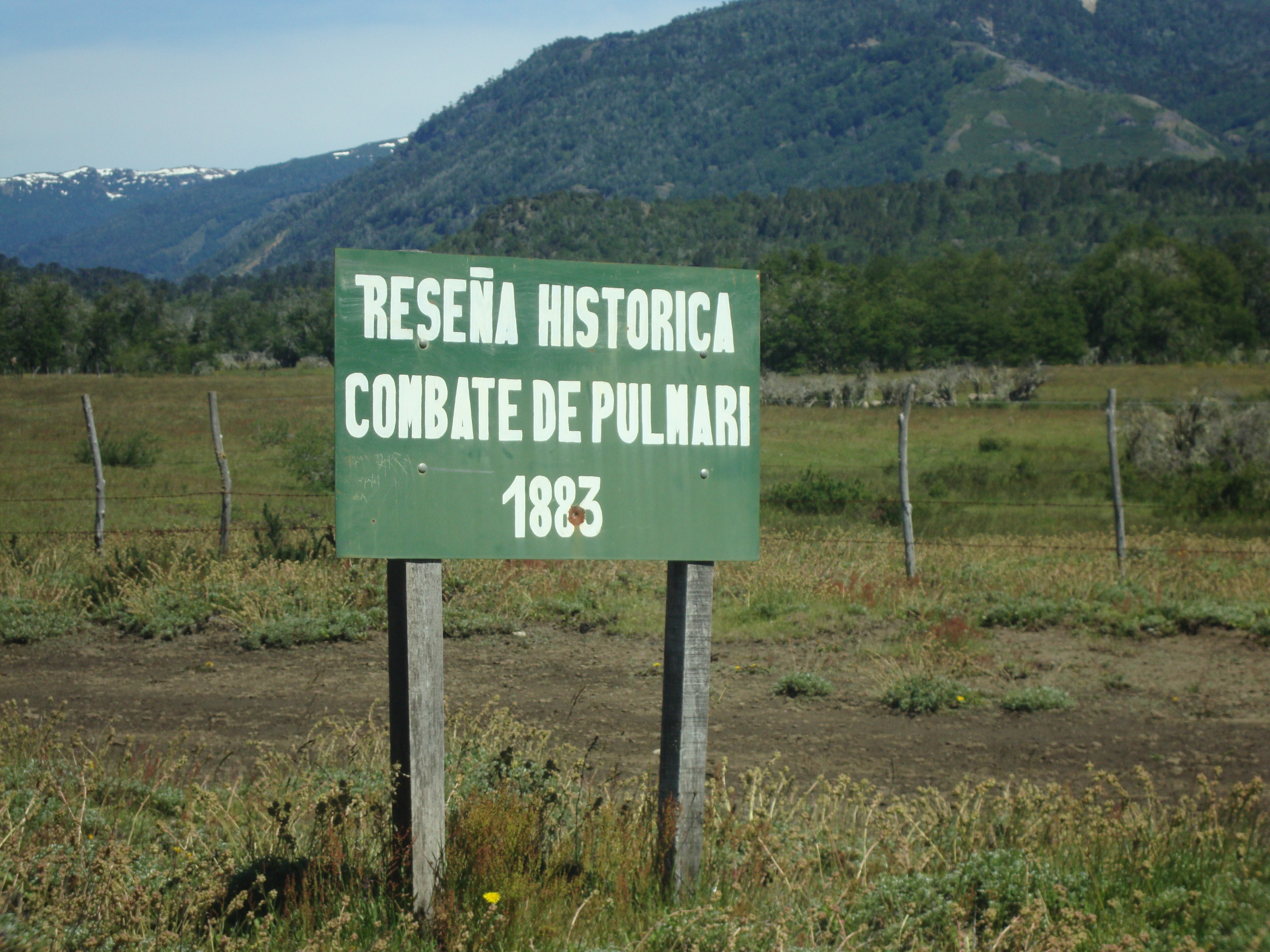
Cartel señalando el combate de Pulmari, en Neuquén.

El 6 de enero de 1883 fue sorprendida en el valle Pulmarí una partida de 10 soldados al mando del capitán Emilio Crouzeilles por un centenar de indígenas y soldados chilenos. Iniciado el desigual combate llegó el teniente 2° Nicanor Lazcano con algunos refuerzos. Los dos oficiales y la mayor parte de la tropa dejaron sus vidas.
El 17 de febrero de 1883, un destacamento de 16 soldados argentinos al mando del teniente coronel Juan Díaz fueron rodeados al llegar a Valle de Pulmarí, por unos 100-150 indígenas apoyados por un pelotón de soldados chilenos. Muy inferiores en número, los soldados argentinos no obstante vencieron con habilidad a sus atacantes, incluyendo una carga a la bayoneta montada por el pelotón chileno.

#### Rendición final
En marzo de 1884, Manuel Namuncurá, de vuelta de Chile, se rindió con sus últimos 300 guerreros, hambrientos y debilitados. La noticia corrió rápidamente, y los caciques que quedaban se fueron rindiendo uno por uno.
Sayhueque reunió a todos los caciques que resistían en el Chubut en el Parlamento de Schuniqueparia, al que asistieron él, Inacayal, Foyel, Chagallo, Salvutia, Rayel, Nahuel, Pichi Curruhuinca, Cumilao, Huichaimilla, Huenchunecul y Huicaleo, jurando todos combatir hasta el fin.
El teniente coronel Lino Oris de Roa al mando de 100 soldados llegó hasta el valle inferior del río Chubut operando entre noviembre de 1883 y enero de 1885. Perseguía a los caciques Foyel e Inacayal, que se habían internado en la cuenca del río Chubut y durante muchos meses no logró dar con ellos. Mientras tanto los colonos galeses del valle inferior del río, suponiendo ya vencidos a los indígenas, hicieron algunas excursiones hacia el curso superior del Chubut, buscando nuevos lugares donde asentarse; cuatro de ellos llegaron hasta Gualjaina, donde se encontraron con indígenas del bando de Foyel, que los invitaron a visitar sus toldos. Pero era evidente que la intención de los nativos era matarlos para impedir que revelaran su posición, de modo que los galeses huyeron al galope hacia la colonia galesa. Perseguidos de cerca, recorrieron cientos de kilómetros en su huida, y sólo se detuvieron en la zona de Los Altares, en el angosto valle del Chubut medio, rodeados de los altos paredones de roca del lugar. Sin previo aviso, el 4 de marzo de 1884 fueron atacados por los indígenas que los habían perseguido por más de 400 kilómetros y que mataron a tres de ellos; el cuarto logró huir y llegar a la colonia galesa. Desde entonces, el lugar se llama Valle de los Mártires, nombre que también pasó al departamento Mártires.
En 1884, el general Vintter ordenó una campaña desde el este y el oeste contra Sayhueque y sus aliados. Oris de Roa avanzó desde Valcheta, buscando a los caciques, sin encontrar a ninguno. Palacios hizo un nuevo intento desde el Nahuel Huapi, también sin éxito.
Unos días después, Sayhueque reunió a los caciques que quedaban: por unanimidad, la decisión fue rendirse. El 3 de octubre de 1884, se rindieron en Junín de los Andes los caciques Foyel, Inacayal y Chiquichano, con sesenta y seis indios de lanza. El coronel Bernal, que recibió la rendición, envió a Chiquichano al Chubut con una escolta militar, para traer a sus familias, mientras retenía como rehenes a Foyel e Inacayal. Al momento de tener de entregarse las familias, el jefe de la escolta militar notó «veladas amenazas» de parte de las mujeres y niños, por lo que ordenó abrir fuego; treinta y seis personas fueron muertas por poner «mala cara» en el momento en que se rendían. Volvieron con ocho hombres de lanza y algo más de cien mujeres, niños y ancianos.
El teniente coronel Lasciar buscó a Sayhueque en septiembre y octubre de ese año, sorprendiendo una pequeña partida al mando del teniente Insay a un grupo de indígenas de Sayhueque en el arroyo Genoa; el llamado "combate del Genoa" no fue tal: fue una masacre de hombres incapaces de defenderse.
Tras un largo intercambio de mensajes, el 1 de enero de 1885, también Sayhueque se presentó rendido en Junín de los Andes con algo más de 3000 personas.
Algunos grupos menores continuaron libres en sus territorios en Chubut hasta 1888. Los indígenas que quedaron en el territorio y los pocos que fueron autorizados a regresar de su cautiverio fueron gradualmente absorbidos por las instituciones nacionales: escuelas, colonias aborígenes donde eran reducidos a la fuerza, misiones salesianos, y mucho control policial. Se crearon colonias indígenas en José de San Martín, junto al arroyo Genoa, en Cushamen, sobre el alto río Chubut, en Languiñeo y posteriormente en otros lugares. Algunos caciques obtuvieron también tierras cerca de Cushamen. El aislamiento de estas poblaciones reducidas a la fuerza permitió la conservación de muchas de sus tradiciones, la pureza genética –real o aparente– y su idioma. Como consecuencia, pese a no ser originarios del Chubut, esta provincia es en la actualidad la que cuenta con un mayor porcentaje de indígenas mapuches, con el 8,5%.

## Consecuencias

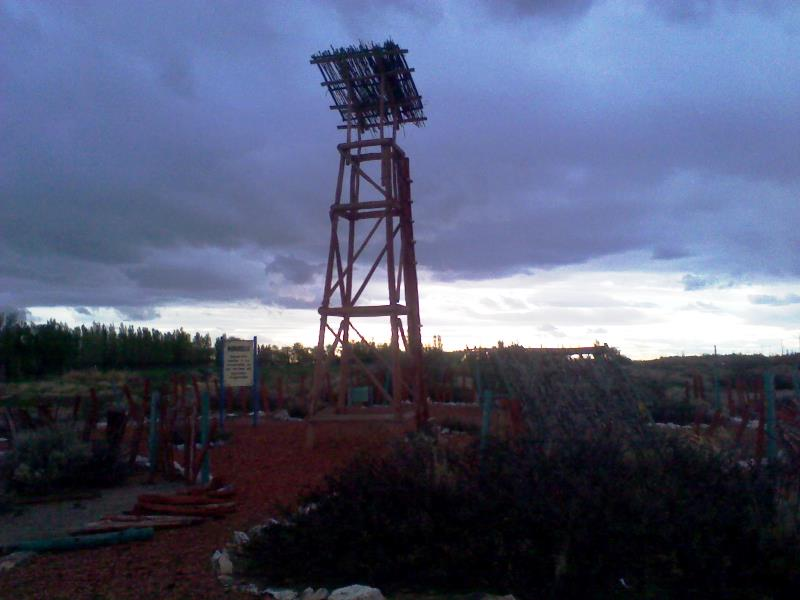
Recreación de mangrullo en Plaza Huincul.

El Informe Oficial de la Comisión Científica que acompañó al Ejército Argentino es muy específico respecto de los resultados de la guerra:

El año 1879 tendrá en los anales de la República Argentina una importancia mucho más considerable que la que le han atribuido los contemporáneos. Ha visto realizarse un acontecimiento cuyas consecuencias sobre la historia nacional obligan más la gratitud de las generaciones venideras que la de la presente, y cuyo alcance, desconocido hoy, por transitorias cuestiones de personas y de partido, necesita, para revelarse en toda su magnitud, la imparcial perspectiva del porvenir. Ese acontecimiento es la supresión de los indios ladrones que ocupaban el Sur de nuestro territorio y asolaban sus distritos fronterizos: es la campaña llevada a cabo con acierto y energía, que ha dado por resultado la ocupación de la línea del Río Negro y del Neuquén.

Se trataba de conquistar un área de 15 000 leguas cuadradas ocupadas cuando menos por unas 15 000 almas, pues pasa de 14 000 el número de muertos y prisioneros que ha reportado la campaña. Se trataba de conquistarlas en el sentido más lato de la expresión. No era cuestión de recorrerlas y de dominar con gran aparato, pero transitoriamente, como lo había hecho la expedición del Gral. Pacheco al Neuquén, el espacio que pisaban los cascos de los caballos del ejército y el círculo donde alcanzaban las balas de sus fusiles. Era necesario conquistar real y eficazmente esas 15 000 leguas, limpiarlas de indios de un modo tan absoluto, tan incuestionable, que la más asustadiza de las asustadizas cosas del mundo, el capital destinado a vivificar las empresas de ganadería y agricultura, tuviera él mismo que tributar homenaje a la evidencia, que no experimentase recelo en lanzarse sobre las huellas del ejército expedicionario y sellar la toma de posesión por el hombre civilizado de tan dilatadas comarcas.

Y eran tan eficaces los nuevos principios de guerra fronteriza que habían dictado estas medidas, que hemos asistido a un espectáculo inesperado. Esas maniobras preliminares, que no eran sino la preparación de la campaña, fueron en el acto decisivas. Quebraron el poder de los indios de un modo tan completo, que la expedición al Río Negro se encontró casi hecha antes de ser principiada. No hubo una sola de esas columnas de exploración que no volviese con una tribu entera prisionera, y cuando llegó el momento señalado para el golpe final, no existían en toda la pampa central sino grupos de fugitivos sin cohesión y sin jefes.

Es evidente que en una gran parte de las llanuras recién abiertas al trabajo humano, la naturaleza no lo ha hecho todo, y que el arte y la ciencia deben intervenir en su cultivo, como han tenido parte en su conquista. Pero se debe considerar, por una parte, que los esfuerzos que habría que hacer para transformar estos campos en valiosos elementos de riqueza y de progreso, no están fuera de proporción con las aspiraciones de una raza joven y emprendedora; por otra parte, que la superioridad intelectual, la actividad y la ilustración, que ensanchan los horizontes del porvenir y hacen brotar nuevas fuentes de producción para la humanidad, son los mejores títulos para el dominio de las tierras nuevas. Precisamente al amparo de estos principios, se han quitado éstas a la raza estéril que las ocupaba.

Roca, al mando de un ejército moderno y bien pertrechado, sometió la tenaz pero inútil resistencia que pudieron ofrecer los otrora indomables araucanos, causando una gran cantidad de víctimas y desplazando a las poblaciones restantes a regiones periféricas. En esos mismos años, la misma etnia de los araucanos fue también derrotada, en este caso por el estado chileno, durante la Pacificación de la Araucanía.
Esta campaña se realizó, además, porque la persistente dificultad de poblamiento que la Argentina había tenido respecto a las tierras patagónicas heredadas de España, había provocado que algunas potencias europeas se fijaran en esa región, que algunos pretendían considerarla una terra nullius. Entre estos países estaban Francia, el Reino Unido —que ya le había arrebatado las islas Malvinas— y Chile, que ya contaba con una floreciente colonia posicionada al oriente del cordón andino, Punta Arenas, sobre el estrecho de Magallanes.
De esta manera, el éxito militar conseguido en la Conquista del Desierto posibilitó que millones de hectáreas se sumaran al control efectivo de la República Argentina. Así, la Argentina dio por tierra con cualquier intento de ocupación de estas tierras, tanto de las potencias europeas como de su vecino Chile.
Por su parte, las tierras en poder de los indígenas más allá de la frontera sur constituían un verdadero estado-tapón indígena en los importantes sectores de la pampa y en la Patagonia, que según autores argentinos como Ezequiel Pereyra, era organizado y mantenido desde Chile, pues este país habría tenido interés en entorpecer la colonización de la Argentina de estos territorios australes.
Durante la guerra del Pacífico, al mismo tiempo que las fuerzas chilenas avanzaban por el desierto hacia el Perú, las fuerzas argentinas estaban avanzando lentamente y ocupando la Patagonia.
El analista político Jorge Castro ha dicho en una entrevista concedida al diario "La Nación":

"La Argentina resolvió la cuestión territorial de la Patagonia con la Campaña del Desierto del general Roca, en 1879, y con el hecho de que las fuerzas chilenas estuvieran comprometidas en la Guerra del Pacífico con Perú. Ésa fue la razón técnica que hizo posible el Tratado de 1881 entre Argentina y Chile".

Las relaciones argentino-chilenas oscilaban al borde de la guerra. Chile, aunque victorioso en la guerra del Pacífico contra la alianza peruano-boliviana, pactada en el Tratado secreto de 1873, anhelaba la paz con la Argentina y trataba de evitar que interviniera en el conflicto del norte. La Argentina incorporó a su soberanía nacional los territorios del sur del país que afirmaba haber heredado de España producida la Revolución de Mayo de 1810, despejando toda forma de apropiación indebida por parte de Chile o, peor aún, de Gran Bretaña.
La Argentina aseguró su completa y real presencia en estas tierras y de esta forma logró exitosas negociaciones con Chile en relación con su dominio sobre la Patagonia.
La expansión sobre el sur continental permitió a la Argentina el significativo incremento de la producción de ganado ovino que aumentó enormemente su comercio exterior que vino a satisfacer las necesidades crecientes de lana que demandaba la segunda revolución industrial liderada por Gran Bretaña.
Estas enormes extensiones sureñas fueron adjudicadas a bajo precio o dadas en pago como premios, a terratenientes, estancieros, políticos influyentes y soldados.
Por entonces, eran muy pocas las personas criollas dispuestas a habitar regiones tan apartadas de la civilización, debido a las grandes distancias, la falta de poblados en donde satisfacer necesidades mínimas, la inexistencia de caminos y ferrocarriles, las rigurosidades del clima que dificultaban la vida cotidiana, el emprendimiento de actividades económicas y el desarrollo de la agricultura y la ganadería y la escasez de un elemento vital, el agua dulce, en grandes áreas de la meseta central. Aquellos tiempos históricos fueron signados por toda clase de privaciones materiales, aunque la región tuvo un futuro promisorio que recién comenzó a mostrar su potencial real ya iniciado el siglo XX.

## Destino de los vencidos
El Informe Oficial de la Comisión Científica que acompañó al Ejército Argentino dice que 14 000 indígenas resultaron muertos o tomados prisioneros. Los prisioneros fueron tanto combatientes como no combatientes. Poco después Roca precisó ante el Congreso de la Nación que se habían tomado como prisioneros a 10 539 mujeres y niños y 2320 guerreros. Se estima que la campaña argentina fue causa directa de la muerte de más de mil indígenas (hombres, mujeres y niños). Una parte de los sobrevivientes fueron desplazados a las zonas más periféricas y estériles de la Patagonia. El investigador Enrique Mases ha identificado que muchos de esos prisioneros fueron utilizados como mano de obra sometida en las cosechas de uva y caña de azúcar en Cuyo y el noroeste argentino.
Unas 3000 personas fueron enviadas a Buenos Aires, donde los separaron por sexo, a fin de evitar que procrearan hijos:
Para concentrar a los prisioneros se levantó un área cercada con alambre en Valcheta o Comarca del Río Chiquito, lugar que hasta poco antes había sido asiento de una comunidad gennakenk (puelche). La investigadora Diana Lenton afirma que también "hubo campos de concentración en Chichinales, Rincón del Medio y Malargüe". Un inmigrante galés fue testigo de aquel encierro y testimonió las condiciones del siguiente modo:

En esa reducción creo que se encontraba la mayoría de los indios de la Patagonia. (…) Estaban cercados por alambre tejido de gran altura, en ese patio los indios deambulaban, trataban de reconocernos, ellos sabían que éramos galeses del Valle del Chubut. Algunos aferrados del alambre con sus grandes manos huesudas y resecas por el viento, intentaban hacerse entender hablando un poco de castellano y un poco de galés: poco bara chiñor, poco bara chiñor” (un poco de pan señor).

Los prisioneros fueron trasladados a pie por más de mil kilómetros y luego por barco hasta Buenos Aires, donde se estima llegaron unos 3000 prisioneros. Algunos sobrevivientes han relatado la crueldad del trato, incluyendo el asesinato, la mutilación e incluso la castración de las personas que no podían continuar por el cansancio.
Al llegar a Buenos Aires, algunos hombres, mujeres y niños prisioneros, fueron obligados a desfilar encadenados por las calles de Buenos Aires. Durante el acto un grupo de militantes anarquistas aplaudieron a los vencidos al grito de "bárbaros son los que les pusieron cadenas”.
Con posterioridad los prisioneros fueron trasladados a la isla Martín García, desde donde luego de permanecer allí un tiempo fueron llevados nuevamente a Buenos Aires y recluidos en el Hotel de Inmigrantes. El gobierno roquista dispuso entonces que los niños y las mujeres fueran entregados para trabajar a la fuerza como sirvientes de familias ricas. El diario El Nacional dio cuenta publicitando las entregas:

ENTREGA DE INDIOS. Los miércoles y los viernes se efectuará la entrega de indios y chinas a las familias de esta ciudad, por medio de la Sociedad de Beneficencia
El Nacional

El diario describe aquellas escenas:

La desesperación, el llanto no cesa. Se les quita a las madres sus hijos para en su presencia regalarlos, a pesar de los gritos, los alaridos y las súplicas que hincadas y con los brazos al cielo dirigen las mujeres indias. En aquel marco humano unos se tapan la cara, otros miran resignadamente al suelo, la madre aprieta contra su seno al hijo de sus entrañas, el padre se cruza por delante para defender a su familia.
El Nacional

La mayoría de los hombres murieron en la isla Martín García, donde aún hoy se preserva parte del llamado Barrio Chino, al que fueron confinados los prisioneros. Los investigadores Mariano Nagy y Alexis Papazian publicaron un artículo titulado "El campo de concentración de Martín García. Entre el control estatal dentro de la isla y las prácticas de distribución de indígenas (1871-1886)". El estudio menciona que hallaron unos 500 documentos que "nos permitían analizar la sistematicidad e intencionalidad genocida". Ambos investigadores descubrieron que a los prisioneros se les suprimía la identidad imponiéndoles nuevos nombres y se los clasificaba en tres categorías: "inútiles, depósito y presos". La documentación examinada también establece que muchos prisioneros, referidos como "indios y chusma", fueron entregados como esclavos a familias de la élite porteña: "de la lectura de las cartas de solicitud de indios se desprende que para algunos miembros de las clases dominantes, ser favorecidos con unos cuantos indígenas no era una meta difícil de conseguir".
El historiador Juan Carlos Depetris en un estudio sobre el "Confinamiento de pampas y ranqueles en los ingenios de Tucumán" concluye que:

El gobierno nacional no deseaba adoptar el sistema de reservas indígenas aplicado por Estados Unidos para afincar a los derrotados. Más aún, procuraba por todos los medios borrar cualquier vestigio de tribu como entidad, temiendo las sublevaciones en masa o los pedidos y reclamos orgánicamente expresados. Se creyó más conveniente y menos oneroso diseminarlos por pequeños grupos de establecimientos rurales de varias provincias del interior y aún en la ciudad de Buenos Aires donde, divorciados por completo de la autoridad de sus caciques y "sometidos al trabajo y al ejemplo de otras costumbres, modificarían las propias, abandonando el lenguaje nativo como instrumento inútil".

Depetris comenta en su artículo la argumentación del general Eduardo Pico en su informe anual como gobernador del territorio de La Pampa correspondiente a 1896, para justificar la decisión de no establecer reservas indígenas:

...conceder tierras con tal fin (se refiere a reservas indígenas) sería retrogradar a la época en que el cacicazgo sustraía a la población indígena al contacto con la gente civilizada... Las tribus no pueden, no deben existir, dentro del orden nacional.
General Eduardo Pico, 1896

### Justificaciones de la campaña
Algunas justificaciones de la Conquista del Desierto han recurrido a argumentos relacionados con las circunstancias de la época. Por ejemplo, sostiene el historiador Roberto Ferrero:

La conquista del desierto era una necesidad histórica. Las tentativas de una acción civilizadora pacífica, en la que habían sacrificado sus vidas jesuitas y franciscanos en los siglos anteriores, habían fracasado porque no tenían en cuenta que los indios no sometidos aún estaban en otro estadio de la organización social. Se encontraban en una etapa preagraria,.... al nivel de cazadores-recolectores (incluyendo el robo de ganado como una novísima forma de caza) ....Contra esa naturaleza social de las tribus se estrellaron todos los esfuerzos por inculcarles formas más elevadas, que sólo podían ser producto de una larga evolución que la nación no podía esperar sin el peligro cierto de empobrecerse económicamente, perder la Patagonia a manos de Chile o ver surgir asomados a su frontera nuevos Estados bárbaros sometidos a la tutela imperialista. Esto último ya lo había intentado el francés Aurelio Antonio Tounens, alias "Orélie-Antoine I", rey de Araucaria y Patagonia, en 1860/70.

El historiador Antonio Guerrino ha escrito:

Muchas familias de los pequeños pueblos del Interior tenían alguna anécdota que referir, o habían sido robados por ellos, habían sufrido la pérdida de sus ganados, o les habían invadido su rancho o, lo que era común, se habían llevado a su mujer y a sus hijas.

La Conquista del Desierto se justificó efectuando un análisis de sus causas en los aspectos económico y social:

Una estimación señala que entre 1820 y 1870 los indios robaron 11 millones de cabezas de ganado, 2 millones de caballos y 2 millones de ovejas; asesinaron o capturaron a 50.000 personas, y robaron bienes por valor de 20 millones de pesos. Con su acción, los indios habían puesto límites al uso de las tierras y a la colonización. Desde el punto de vista económico, el dominio que los indios tenían del sur de la provincia de Buenos Aires, la actual provincia de La Pampa y el sur de Mendoza implicaba una forma primitiva de producción, cuyo superávit era enviado a Chile.

La Conquista del Desierto eliminó las consecuencias dañosas para los argentinos del "camino de los chilenos" o "camino de las rastrilladas" —que unía el actual partido de Olavarría con Guaminí, Carhué, Salinas Grandes, Choele-Choel, atravesando los ríos Limay y Neuquén y, luego de atravesar los pasos de la Cordillera de lo Andes llegaba a Chile— el que:

...fue un verdadero "camino del robo, trazado por el paso de centenares de miles de vacas arrebatadas por los indios, de las pampas argentinas, que después de una serie de operaciones de trueque iban a engordar en alfalfares de grandes hacendados chilenos"... Todo esto era tolerado, e incluso facilitado, por las autoridades de Chile que se beneficiaban con ese comercio.

Además

Se trataba no solo de afirmar la Soberanía Nacional en estas lejanas tierras, sino también de incorporarlas a la civilización y al progreso. Irónicamente esa expedición al desierto representaba el triunfo de la "roca" sobre las "piedras" del desierto (Traverso y Gamboa 2003:17).

### Denuncias contra la campaña en la época
Desde el inicio de la Conquista del desierto, diversas voces se levantaron en el bando argentino para denunciar las atrocidades y violaciones de derechos humanos cometidas contra los pueblos originarios por el Ejército Argentino.
Los días 16 y 17 de noviembre de 1878 el diario La Nación, dirigido por el expresidente Bartolomé Mitre, quien había estado a favor de la campaña militar y era opositor al gobierno, publicó un artículo sobre la matanza de 60 indígenas desarmados por tropas argentinas al mando del coronel Rudecindo Roca (hermano del general Julio Argentino Roca) calificando el acto como "crimen de lesa humanidad" y de no respetar "las leyes de la humanidad ni las leyes que rigen el acto de la guerra".

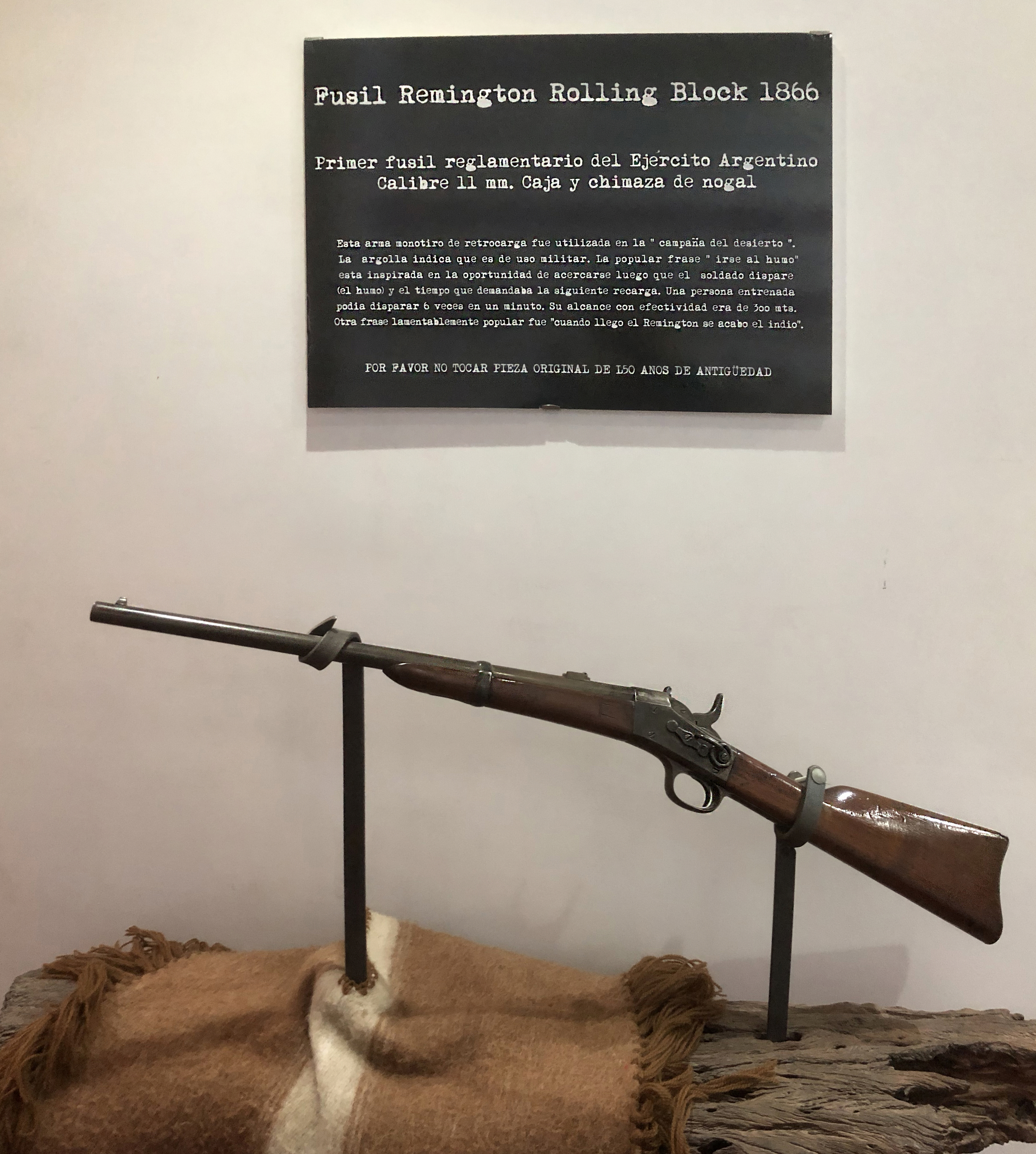
Fusil Remington usado en la Conquista del desierto.

El 19 de agosto de 1880 el diputado nacional Aristóbulo del Valle, quien en la década siguiente sería uno de los fundadores de la Unión Cívica Radical, cuestionó la violación masiva de derechos humanos en la Conquista del Desierto en la Cámara de Diputados diciendo:

Hemos tomado familias de los indios salvajes, las hemos traído a este centro de civilización, donde todos los derechos parece que debieran encontrar garantías, y no hemos respetado en estas familias ninguno de los derechos que pertenecen, no ya al hombre civilizado, sino al ser humano: al hombre lo hemos esclavizado, a la mujer la hemos prostituído; al niño lo hemos arrancado del seno de la madre, al anciano lo hemos llevado a servir como esclavo a cualquier parte; en una palabra, hemos desconocido y hemos violado todas las leyes que gobiernan las acciones morales del hombre.
Aristóbulo del Valle

En 1883 el diario La Prensa consideró que mantener prisioneros a los indígenas constituía una violación de sus derechos constitucionales y reclamaba que se utilizara el habeas corpus para liberarlos. Poco después, el 20 de marzo de 1885 el diario El Nacional exigía al Estado argentino dejar de realizar repartos de "chinas", calificando el hecho como un "acto de barbarie".
El gobernador del territorio nacional de Río Negro Álvaro Barros denunció el exterminio de los indígenas:

Los trabajos en los que los reducimos por aprovechar sus servicios los condujeron al exterminio.

El investigador Juan Carlos Depetris cita varias denuncias sobre el trato inhumano dado a los indígenas prisioneros realizadas en los periódicos tucumanos El Orden y La Razón en 1883 y 1885. En el primer caso los periodistas exigen que se tomen medidas para "ahorrar el posible exterminio de una raza viril y fuerte". En el segundo caso, se publicaron varios artículos con títulos como "Indios, encomiendas modernas", denunciando las condiciones inhumanas a que eran sometidos, calificándolas de "barbarie" y "esclavitud", para preguntarse:

¿Cuántos quedan de los que se repartieron en años anteriores? Casi ninguno... La trata de indios es una de las tantas injusticias que se cometen en nombre de la humanidad y por honor a ella, debemos abandonar completamente.
La Razón de Tucumán, agosto de 1885, nº 2093

### Debate sobre un eventual genocidio

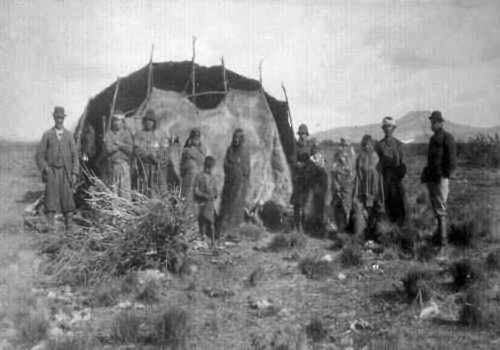
Tehuelches en 1897 en una de las expediciones por el geógrafo Hans Steffen Hoffman.

En Argentina se debate si la Conquista del Desierto constituyó un genocidio. 
Un sector de historiadores considera que se trató de un genocidio, mientras que otros lo niegan. 
Uno de los aspectos centrales del debate está referido a la aplicación del concepto de genocidio a hechos anteriores a 1939, fecha en la cual el término fue creado por Raphael Lemkin para referirse a la matanza de judíos por la Alemania nazi. 
Algunos investigadores sostienen que la inexistencia de la palabra genocidio antes de 1939 no significa que no hayan existido genocidios antes de esa fecha, poniendo como ejemplo el genocidio armenio ocurrido entre 1915 y 1923. Otros investigadores sostienen que resulta un anacronismo definir como genocidio a las grandes matanzas sucedidas antes de 1939.

#### Argumentos que afirman el genocidio
Varios estudiosos argentinos y no argentinos han realizado investigaciones para establecer si la Conquista del Desierto constituyó un genocidio, llegando a una conclusión afirmativa. Entre ellos se han destacado Jens Anderson, Ward Churchill, Walter Delrio,, Dante Furioso, Diana Lenton, Marcelo Musante, el Equipo Mapuche Werken, el historiador Felipe Pigna y el anarquista Osvaldo Bayer.
Dentro de los argumentos de los que apoyan esta tesis se citan los que tienen que ver con la declaración de las intenciones de Argentina:
- En el Congreso se hablaba de «exterminar a los indios salvajes y bárbaros de Pampa y Patagonia».
- Desde el gobierno de Martín Rodríguez en la provincia de Buenos Aires, década de 1820, se hablaba de exterminio. Él ya decía «primero exterminaremos a los nómades y luego a los sedentarios».

También se citan los métodos utilizados en la campaña, que concuerdan con la definición de genocidio:
- Ataques a tolderías con mujeres y niños solos en momentos en que los hombres adultos estaban en otras partidas.
- Campos de detención en las actuales Valcheta, Chichinales, Chimpay y Junín de los Andes. Algunos cercados por alambre tejido de gran altura.[154]
- Traslados por la fuerza de los prisioneros caminando hasta Carmen de Patagones (un puerto en la desembocadura del río Negro), en donde los embarcaban a Martín García (una isla en el Río de la Plata enfrente de Buenos Aires). Estos traslados podían ser de hasta de 1000 km y exterminaron a miles de personas, ya que se mataba a los que no caminaban.
- Traslados forzosos de familias a otros sitios dentro del territorio, ocurridos después de la campaña por la «policía de frontera».
- Un segundo campo de detención en la isla Martín García. Allí tuvieron que habilitar dos cementerios especiales en 1879.
- Separación de las familias.
- Cambios de nombres, de manera que no se pudiera reconstruir la historia familiar.
- La cifra de muertos varía mucho. En la Pampa vivían unos 20 000[155] a 30 000[156] indígenas; más si se les sumaban los de Neuquén, las faldas andinas y la Patagonia alcanzarían las 50 000[157][158] o 60 000 almas,[159] al momento de producirse la campaña militar, que según estimaciones no oficiales bien pudo costar unas 20 000 vidas.[160] Al resto, o se los redujo en reservas, o se los separó de sus familias y culturas.

En los censos argentinos de 1895 y 1914 los indígenas de esta región no fueron contabilizados y en cambio fueron estimados en unas 30 000 y 18 425 almas en cada fecha.

#### Argumentos que niegan el genocidio
Un sector de la historiografía argentina niega que la Conquista del Desierto haya sido un genocidio. Algunos de los historiadores que han publicado trabajos sosteniendo esta postura son Juan José Cresto y Roberto Azzareto, aunque expusieron sus argumentos en editoriales de opinión.
Los argumentos utilizados para desmentir la teoría del genocidio son:
- La palabra genocidio surgió a mediados del siglo XX y constituye un anacronismo aplicarla a hechos sucedidos en el siglo XIX;[164][163]
- Falta de documentación que pruebe la comisión de un genocidio;[162]
- Los indígenas tomados como prisioneros recibieron atención médica;[162]
- De haber habido un genocidio, debió haber sido encubierto por todos quienes participaron o estuvieron en las operaciones militares, lo que no resulta creíble;[162]
- Calificación del presidente Nicolás Avellaneda como un humanista incapaz de permitir que se cometiera un genocidio;[162]
- En los enfrentamientos entre 1820 y 1880, hubo más muertos argentinos que indígenas;[163]
- Parte de los guerreros indígenas tomados prisioneros fueron reclutados en las fuerzas armadas o enviados a trabajar en los ingenios tucumanos;[163][165]
- En Argentina no se crearon reservas indígenas como en Estados Unidos porque el gobierno tenía como objetivo integrar a los indígenas en la sociedad argentina;[163]
- Algunos caciques se convirtieron en coroneles del ejército y un platero se convirtió en estanciero.[163]

### Reclusión y exhibición de restos en el Museo de La Plata
En 1885 y 1886 el director del Museo de La Plata, Francisco P. Moreno, en agradecimiento a quienes le dieron hospitalidad en sus viajes de exploración, consiguió que el gobierno argentino le entregara personas tomadas prisioneras en la Conquista del Desierto. El grupo fue mantenido prisionero en el museo, en condiciones inhumanas, aunque bastante mejores que en la prisión del cuartel del Retiro, no esclavizado ni exhibido como piezas de estudio. Lo integraban el lonkgo tehuelche Modesto Inakayal, su familia y varios acompañantes.
Al menos seis personas murieron en el museo en circunstancias dudosas: el propio Inakayal, su esposa Margarita Foyel, la joven fueguina Tafá, el joven yámana Maish Kensis y una niña no identificada. Los restos fueron luego exhibidos en vitrinas del museo.
El 27 de septiembre de 1887, el diario La Capital de La Plata denunció los crímenes, pero la justicia no los investigó y el tema fue considerado tabú durante más de un siglo.
En 2006 se formó el Grupo Universitario de Investigación en Antropología Social (GUIAS) para investigar los hechos. Entre sus descubrimientos, hallaron oculto detrás de una pared del museo los restos de una persona con el cráneo roto.
Los cadáveres de los prisioneros fueron desmembrados, depostados y exhibidos en el Museo bajo el rótulo "Razas salvajes que se extinguen". En 2014 el Museo acumulaba más de diez mil restos óseos humanos.
En 1994 la comunidad Mapuche-Tehuelche Pu Fotum Mapu logró que el Museo les restituyera los restos del Longko Inakayal. Años después, sin embargo, el colectivo GUIAS descubrió que el Museo no había cumplido de modo cabal con la restitución y se había quedado con su cerebro, cuero cabelludo y oreja izquierda, y que tampoco había entregado los restos de su esposa, Margarita Foyel. Recién veinte años después, en 2014, la comunidad lograría que el Museo restituyera todos los restos en su poder.
Con el fin de denunciar la utilización de la ciencia para la violación de derechos humanos, en especial en el museo de La Plata, el colectivo GUIAS realizó una muestra denominada Prisioneros de la ciencia, cuestionando el mecanismo:

En el caso particular del Museo de La Plata, su fundador y primer director, Francisco Pascasio Moreno, llevó adelante un propósito geopolítico desde la institución, con el objetivo de validar la expropiación de las tierras que habitaban los pueblos originarios, que pasaban entonces a manos del estado argentino. La función científica era elaborar un discurso (y ponerlo en práctica) que demostrara que la postura ideológica de una pretendida inferioridad de las poblaciones originarias con relación al hombre blanco y a su “civilización”, era científicamente cierta, hasta el extremo de considerar que éstas se encontraban “condenadas” a la extinción. Muchos científicos de la época pusieron en práctica sus ideas, ayudando a cumplir estos vaticinios. De esta manera se continuaba la tarea comenzada con la “Campaña al Desierto”, de conquista de las tierras patagónicas, y en el Museo, los prisioneros de guerra se transformaban en prisioneros de la ciencia. Esto fue lo que ocurrió con los caciques Inakayal y Foyel, sus familias y allegados. Muchos de ellos encontraron su muerte en el Museo, después de ser obligados a colaborar con las tareas de maestranza, al tiempo que eran utilizados como informantes para las investigaciones antropológicas. Diversos factores han confluido y contribuido a la situación actual, quizás el más general han sido los 30 años de democracia que estamos viviendo en nuestro país. En este contexto se fueron dando las condiciones para que muchas comunidades de pueblos originarios comenzaran la reconstrucción de su identidad, o reforzaran su situación, y a la par de muchas luchas y reclamos, también continuaran con el pedido de restitución de los restos de sus antepasados.
Grupo GUIAS

La sustracción por parte del Estado argentino de los restos de las personas muertas o tomadas prisioneras en la Conquista del Desierto constituye un serio daño espiritual contra las comunidades mapuche-tehuelche:

En la cosmovisión mapuche-tehuelche el ciclo de vida se cierra cuando una persona y sus energías vuelven a ser parte de la tierra. Por lo tanto, para los integrantes de las comunidades la restitución de los restos a la Ñuke Mapu (Madre Tierra, en mapudungun) implica un ordenamiento espiritual, el cual está roto desde el momento en que sus líderes se convirtieron en prisioneros de la ciencia
Lic. Fernando Pepe

### Población del Desierto anterior a la conquista
La siguiente tabla muestra diversas estimaciones realizadas sobre la población y el número de guerreros que poseía cada una de las principales agrupaciones indígenas del llamado Desierto.
| Tribu                                           | Cacique                               | Lanzas               | Población     | Ubicación                                                       |
| ----------------------------------------------- | ------------------------------------- | -------------------- | ------------- | --------------------------------------------------------------- |
| Estimación oficial de 1869                      |                                       |                      |               |                                                                 |
| Pampas                                          | Mariano Cañumil Juan Picliun          | 310                  | 1550          | Entre el río Negro y el Colorado                                |
| Tribu de Calfucurá (salineros y boroanos)       | Juan Calfucurá                        | 800                  | 4000          | Entre el río Diamante y el Colorado Centrado en Grandes Salinas |
| Ranqueles                                       | Mariano Rosas Baigorrita Ramón Cabral | 1000                 | 4500          | Al norte del Diamante, Leubucó y Poitahué                       |
| Pehuenches                                      | Varios                                | 1200                 | 6000          | Faldas andinas del sur de Mendoza al norte de Neuquén           |
| Tribu de Coliqueo (boroanos aliados)            | Ignacio Coliqueo                      | s/i                  | 1375          | Los Toldos                                                      |
| Bandas de cristianos e indígenas                | Varios                                | 500                  | 2000          | Pampa                                                           |
| Tribu de Catriel (ranqueles aliados)            | Cipriano Catriel Chipitruz            | 600                  | 3000          | Guatraché                                                       |
| Estimación de Mansilla (1870), y Levalle (1877) |                                       |                      |               |                                                                 |
| Ranqueles                                       | Epumer Baigorrita Ramón Cabral        | 1300                 | 8000-10 000   |                                                                 |
| Tribu de Calfucurá                              | Juan Calfucurá Manuel Namuncurá       | 2300                 | 10 000        |                                                                 |
| Tribu de Catriel                                | Cipriano Catriel                      | 760                  | 3000          |                                                                 |
| Tribu de Renquecurá (salineros y pehuenches)    | Renquecurá                            | 2200                 | 8000          | Entre el río Negro y el Colorado                                |
| Estimación de Terrera (1875)                    |                                       |                      |               |                                                                 |
| Tribu de Namuncurá                              | Namuncurá                             | 1500                 | 7500          |                                                                 |
| Tribu de Catriel                                | Juan José Catriel                     | 760                  | 3000          |                                                                 |
| Tribu de Pincén (pampas, ranqueles y araucanos) | Pincén                                | 150                  | 580           | Toay                                                            |
| Pehuenches (banda de Purrán)                    | Purrán                                | 40                   | 160           |                                                                 |
| Tribu de Renquecurá                             | Renquecurá                            | 2200                 | 6000          |                                                                 |
| Estimación de Zeballos (1878)                   |                                       |                      |               |                                                                 |
| Tribu de Namuncurá (sucesor de Calfucurá)       | Manuel Namuncurá                      | 2000                 | 10 000-12 000 |                                                                 |
| Tribu de Pincén                                 | Pincén                                | 100 (antes 300)      | 1000          |                                                                 |
| Ranqueles                                       | Epumer Rosas                          | 250-300 (antes 1600) | 4000          |                                                                 |
| Manzaneros                                      | Valentín Sayhueque                    | 5000                 | 30 000        | Sur de Neuquén y noroeste de Río Negro                          |

Estimación de la población de la Patagonia:
| Fuente                   | Categoría                     | Población | Fecha     |
| ------------------------ | ----------------------------- | --------- | --------- |
| Viedma, 1837             | Almas                         | 4000      | 1780-1783 |
| Munfliz; Drifrieri, 1961 | Hombres                       | 4000      | 1826      |
| Nuñez; Drifrieri, 1961   | Indios                        | 8000      | 1825      |
| Drifrieri, 1961          | Indígenas de Tierra del Fuego | 7000-8000 | Siglo XIX |
| Cooper, 1946             | Onas                          | 2000      | 1875      |

## Numismática
La República Argentina conmemora la Conquista del Desierto en su actual numismática.
En el reverso del primer billete de cien pesos emitido por la Casa de la Moneda se encuentra la imagen de la porción central de la clásica obra pintada por Juan Manuel Blanes: La Conquista del Desierto —cuadro que pertenece a la colección del Museo Histórico Nacional— la que presenta la siguiente frase:

JULIO ARGENTINO ROCA (TUCUMAN 1843 BUENOS AIRES 1914) MILITAR Y ESTADISTA, REALIZADOR DE LA CAMPAÑA DEL DESIERTO (1878), FIRMO EL TRATADO DE LIMITES CON CHILE. FUE DOS VECES PRESIDENTE DE LA REPUBLICA (1880-1886, 1888-1904)

La imagen de Roca se encuentra en el anverso del mismo billete, el que en 2023 circula y ha sido por mucho tiempo la más alta denominación de papel moneda en la Argentina.